# Weinviertel
Das Weinviertel, altertümlich Viertel unter dem Manhartsberg, ist eine Region im Nordosten von Niederösterreich.
Seit der Bildung der Politischen Bezirke 1868 haben die Viertel in Niederösterreich keine rechtliche Grundlage mehr und sind reine Landschaftsbezeichnungen. Dabei wurde die ältere Kreiseinteilung ersetzt, die sich noch an den alten Vierteln orientierte.
Der Name „Weinviertel“ ist seit etwa einem Jahrhundert gebräuchlich: Das Weinviertel ist Österreichs größtes Weinbaugebiet. Es entspricht weitgehend einer der Hauptregionen des Landes (Hauptregion Weinviertel bzw. Europaregion Weinviertel, als Teil der Euregio Weinviertel-Südmähren-Westslowakei). In der amtlichen Statistik gibt es eine Gruppe von Bezirken (NUTS:AT125) mit diesem Namen, die aber nur den nördlichen Teil des Gebiets umfasst.

## Überblick
Die Grenzen des Weinviertels verlaufen im Osten entlang der Staatsgrenze von Österreich zur Slowakei, die durch die March gebildet wird. Im Norden grenzt das Weinviertel an Tschechien, wo im Wesentlichen die Thaya die Grenze bildet. Der Manhartsberg, der östlich des Kamp liegt, stellt die Grenze zum Waldviertel im Westen dar. Im Süden grenzt das Weinviertel an das Mostviertel und das Industrieviertel, hier wird die Grenze von der Donau gebildet. Das Weinviertel umfasst eine Fläche von etwa 4.480 km² und weist eine Einwohnerzahl von etwa 348.000 auf (Stand 2023).
Zum Weinviertel werden die Bezirke Gänserndorf, Hollabrunn, Korneuburg und Mistelbach gezählt. Auch der ehemalige Gerichtsbezirk Kirchberg am Wagram des Bezirkes Tulln sowie kleine Teile der Bezirke Horn und Krems des Waldviertels (Gegend des Manhartsberges, Kremser Donauebenen) liegen traditionell landschaftlich im Weinviertel. Kleinere bergige Westteile der Bezirke Hollabrunn und Tulln hingegen werden aber entsprechend zum Waldviertel gerechnet. Eggenburg liegt am Übergang zwischen Wald- und Weinviertel.

### Bevölkerungsreichste Städte und Gemeinden
Weinviertler Gemeinden mit mehr als 5000 Einwohnern:
| Rang | Stadt-/Markt-/Gemeinde     | Einwohner 1. Jänner 2024 | Verwaltungsbezirk |
| ---- | -------------------------- | ------------------------ | ----------------- |
| 1.   | Stockerau                  | 16.999                   | Korneuburg        |
| 2.   | Korneuburg                 | 13.719                   | Korneuburg        |
| 3.   | Hollabrunn                 | 12.379                   | Hollabrunn        |
| 4.   | Gänserndorf                | 12.133                   | Gänserndorf       |
| 5.   | Groß-Enzersdorf            | 12.082                   | Gänserndorf       |
| 6.   | Gerasdorf bei Wien         | 11.931                   | Korneuburg        |
| 7.   | Mistelbach                 | 12.036                   | Mistelbach        |
| 8.   | Strasshof an der Nordbahn  | 12.006                   | Gänserndorf       |
| 9.   | Deutsch-Wagram             | 9.223                    | Gänserndorf       |
| 10.  | Langenzersdorf             | 8.153                    | Korneuburg        |
| 11.  | Wolkersdorf im Weinviertel | 7.492                    | Mistelbach        |
| 12.  | Laa an der Thaya           | 6.309                    | Mistelbach        |
| 13.  | Poysdorf                   | 5.654                    | Mistelbach        |
| 14.  | Zistersdorf                | 5.456                    | Gänserndorf       |

## Verwaltung und politische Gliederung

### Historische Verwaltungsregion
Im Zuge der Theresianischen Reformen wurde der Kreis Unter-Manhartsberg (im 18. und 19. Jahrhundert abgekürzt V. U. M. B. oder U.M.B.) errichtet, der als unterste staatliche Einheit den lokalen Grundherren gegenüberstand. Sitz des Kreisamtes wurde Korneuburg. Nach dem Umbruch im Jahr 1848 und der Überführung der Herrschaften in freie Gemeinden übernahmen Bezirksämter (siehe Amtsbezirk) viele Aufgabenbereiche der Kreisämter. Derartige Bezirksämter wurden 1853 für die Amtsbezirke Feldsberg, Groß-Enzersdorf, Haugsdorf, Kirchberg am Wagram, Korneuburg, Laa, Marchegg, Matzen, Mistelbach, Hollabrunn, Ravelsbach, Retz, Stockerau, Wolkersdorf und Zistersdorf eingerichtet und das Kreisamt in Korneuburg fungierte nun als zweite Instanz der Bezirksämter und war auch als Aufsichtsbehörde tätig. Diese verwaltungstechnische Struktur war bis 1867 aufrecht. Mit dem Ausgleich 1867 wurde das Weinviertel in der neuen Verfassung Österreichs von 1867, im Jahr 1868 in Bezirke (bzw. Bezirkshauptmannschaften) eingeteilt und damit der Kreis Unter-Manhartsberg aufgehoben.
Das alte Kreisgebilde überdauerte jedoch im Bereich der Justiz als Kreisgericht Korneuburg, das weiterhin die zweite Instanz für die Bezirksgerichte des Weinviertels ist (allerdings nicht mehr ganz in den alten Grenzen). Auch war das Weinviertel bis 1992 auch ein eigener Wahlkreis für den Nationalrat, bis in der Nationalratswahlordnung von 1992 eine Struktur mit kleineren Regionalwahlkreisen festgelegt wurde.

### Historische Namensnennung
Lange wurde angenommen, der Name Weinviertel sei erst 1888 im 4. Band des Werks „Die österreich-ungarische Monarchie in Wort und Bild“ (kurz „Kronprinzenwerk“, da von Kronprinz Rudolf angeregt) erschienen.
Im Zuge der Recherche zur Geschichte der Weinviertler Rebsorten konnte ein älterer Eintrag entdeckt werden.
Im Werk Archiv der Pharmazie (183. Band) des Deutschen Apothekervereins von 1868 wird eine Botanische Reise zitiert. Während des Deutschen Krieges 1866, der bei Königgrätz entschieden wurde, sammelte der Stabsarzt der Preußischen Armee Dr. Torges verschiedene Pflanzen. Dabei berichtet Torges vom Rückmarsch: „Dann folgten starke Märsche, bis das Heer am 6. August aus dem Weinviertel in das Waldviertel überging. Bei Dietmannsdorf wurde die kurze Rast zur Erforschung der Gegend genutzt.“

### Hauptregion

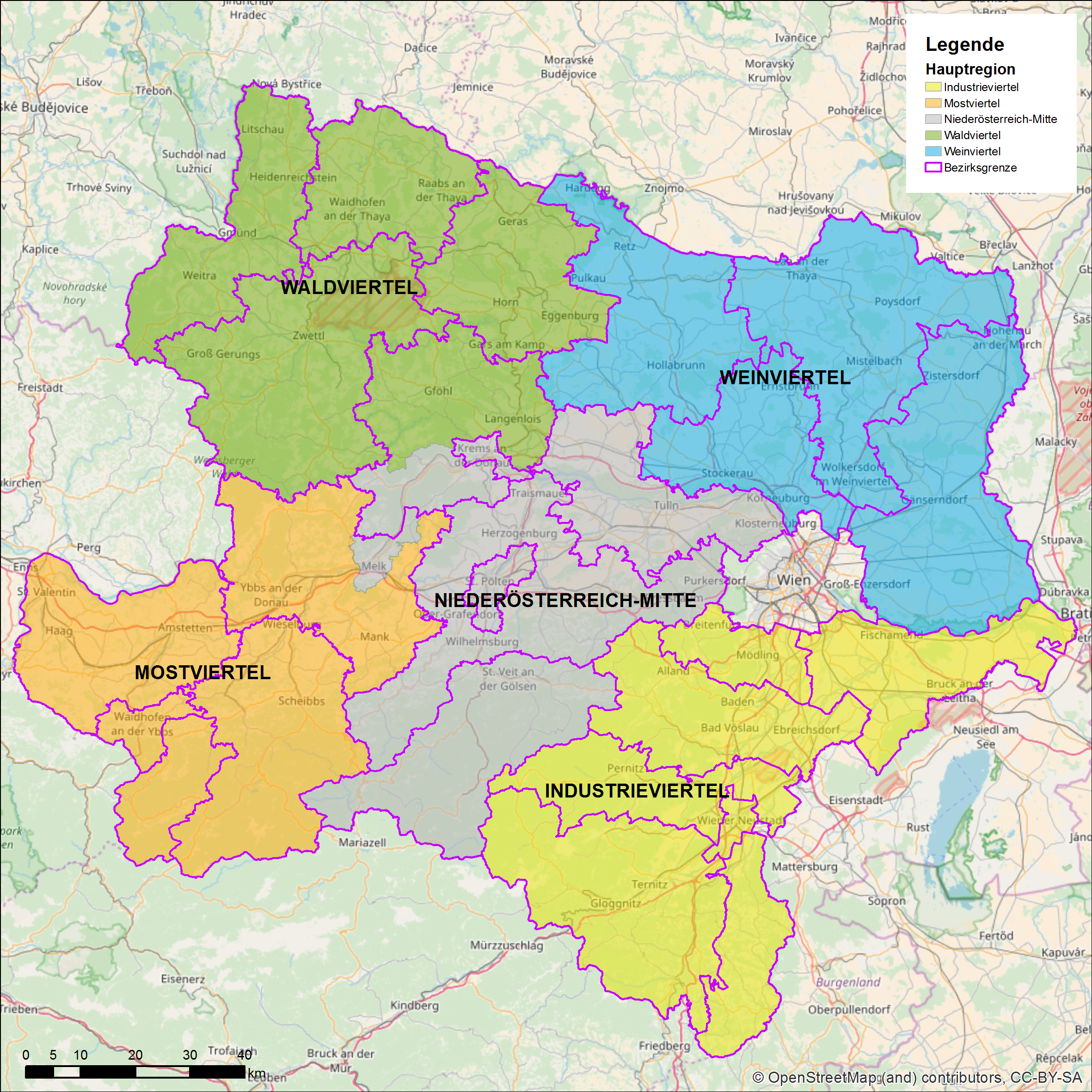
Die Hauptregionen Niederösterreichs

Niederösterreich ist für die Raumplanung in fünf Hauptregionen eingeteilt. Das Weinviertel wird größtenteils von der Hauptregion Weinviertel abgedeckt. Nicht zu dieser Hauptregion gehören die Gemeinden des Bezirks Tulln links der Donau, die zur Hauptregion NÖ-Mitte gehören und die Gemeinden des Bezirks Horn östlich des Manhartsberges (Hauptregion Waldviertel). Dagegen gehört die Gegend um Hardegg, die landschaftlich zum Waldviertel zählt zur Hauptregion Weinviertel.

### Statistikregion
Als Gruppe von Bezirken, das ist die NUTS-3-Ebene der amtlichen EU-Statistik für Österreich umfasst AT125 Weinviertel (Stand 2015):
- Politischer Bezirk Hollabrunn (vollständig)
- Teile des politischen Bezirks Mistelbach (Gemeinden Altlichtenwarth, Asparn an der Zaya, Bernhardsthal, Drasenhofen, Falkenstein, Fallbach, Gaubitsch, Gaweinstal, Gnadendorf, Großharras, Großkrut, Hausbrunn, Herrnbaumgarten, Laa an der Thaya, Ladendorf, Mistelbach, Neudorf bei Staatz, Niederleis, Ottenthal, Poysdorf, Rabensburg, Schrattenberg, Staatz, Stronsdorf, Unterstinkenbrunn, Wildendürnbach, Wilfersdorf)
- Teile des politischen Bezirks Gänserndorf (Gemeinden Drösing, Dürnkrut, Hauskirchen, Hohenau an der March, Jedenspeigen, Neusiedl an der Zaya, Palterndorf-Dobermannsdorf, Ringelsdorf-Niederabsdorf, Sulz im Weinviertel, Zistersdorf)

Der politische Bezirk Korneuburg gehört zu Wiener Umland/Nordteil (AT126). Als solches entspricht die Statistikregion dem Nordteil des traditionellen Weinviertels.
Die Gliederung geht noch auf die 2013 aufgelassenen Gerichtsbezirke Laa an der Thaya und Zistersdorf zurück, da Niederösterreich in sieben Unterregionen geteilt ist, und die Gruppen von Bezirken teils politische, teils Gerichtsbezirke umfassten, und wird nun statisch vergleichbar weitergeführt.

## Geografie und Natur

### Gliederung in Teilräume
Nach dem Naturschutzkonzept von 2015 ist Niederösterreich in 124 Teilräume gegliedert (diese Einteilung wurde bereits in den 1990ern entwickelt), die in 26 Regionen zusammengefasst werden. Ausschlaggebend sind die Grenzen der Hauptregionen, sodass die Einteilung nicht rein naturräumlich ist, sondern sich auch nach der Verwaltungsgliederung orientiert.

### Orographie und Geologie

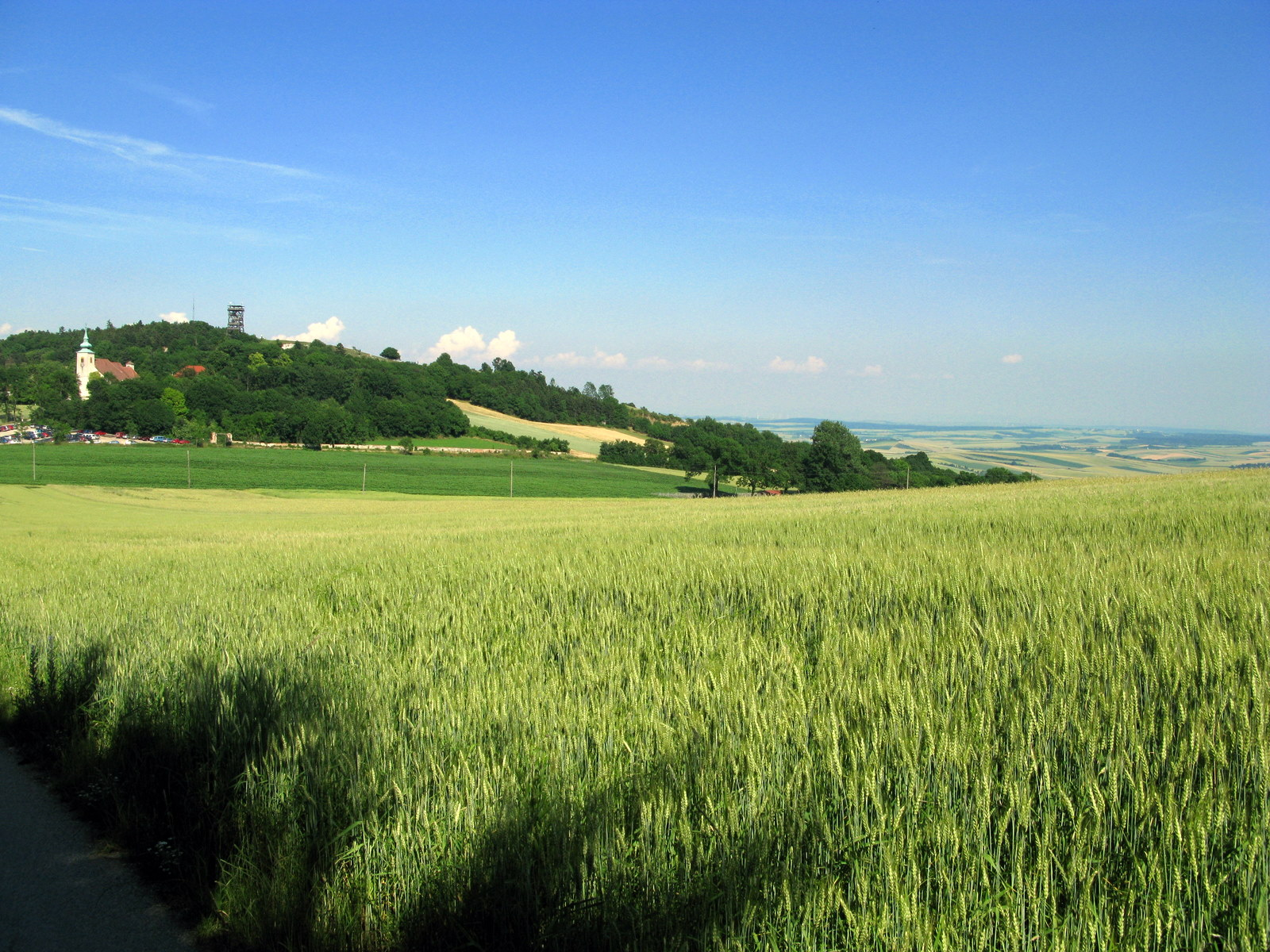
Oberleiser Berg bei Ernstbrunn

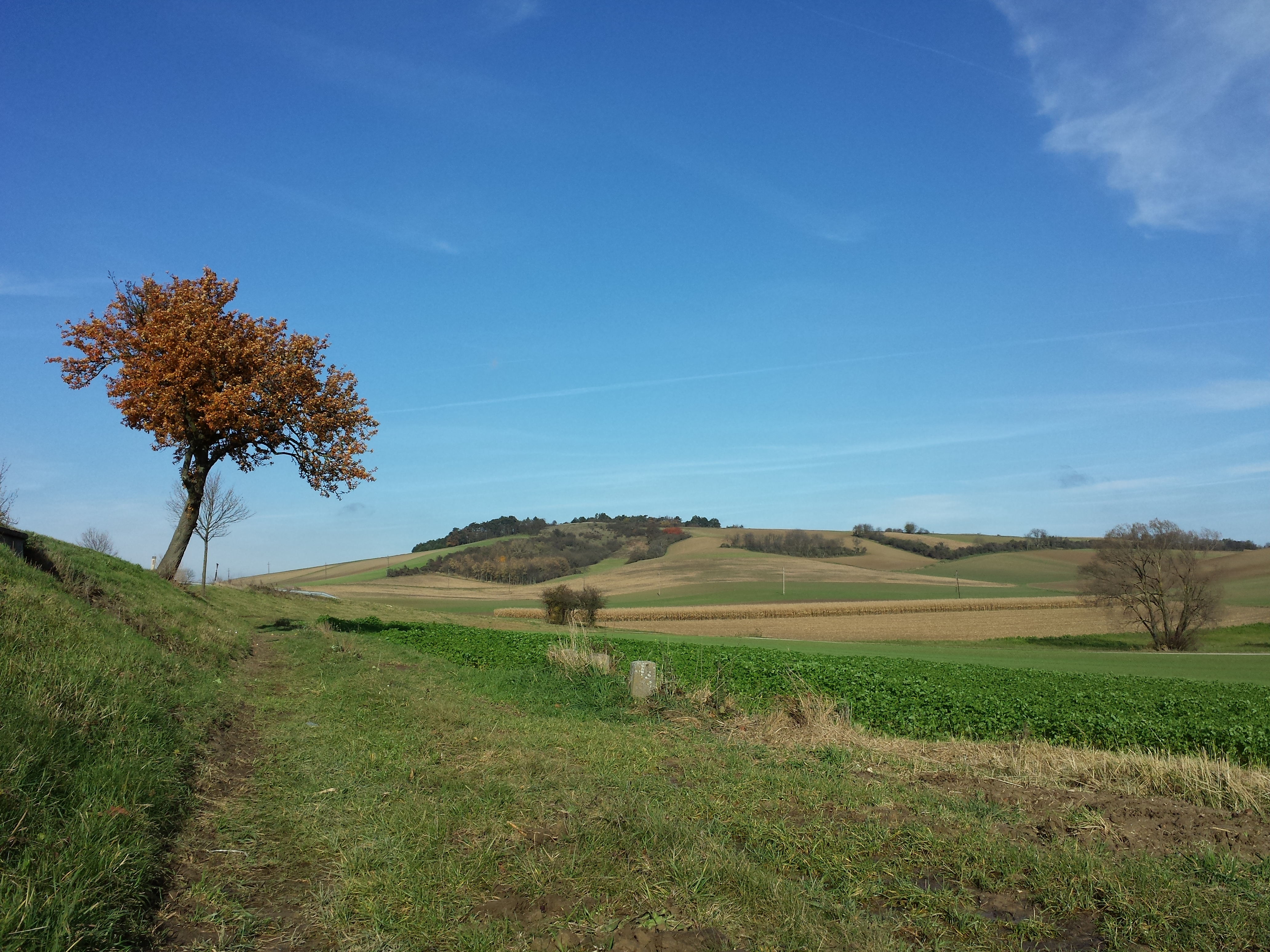
Innerhalb der artenarmen, intensiv bewirtschafteten Felder gibt es noch Hügel mit einem abwechslungsreichen Mosaik aus Trockenrasen und Wäldern

Landschaftlich umrahmen die Flussniederungen der Thaya, March und Donau das Weinviertel im Norden, Osten und Süden. Im Westen bildet der Manhartsberg den Übergang zum Gneis- und Granithochland. Die höchste Erhebung ist der Buschberg mit 491 m. Weitere wichtige Gewässer im Weinviertel sind Göllersbach, Hamelbach, Pulkau, Rußbach, Schmida, Weidenbach und Zaya.
Innerhalb wird das Weinviertel durch die Waschbergzone (Rohrwald, Leiser Berge, Staatzer Klippe und Falkensteiner Berge) in einen östlichen und einen westlichen Teil getrennt, der Molassezone mit sanften Hügeln und breiten Muldentälern im Westen und dem nördlichen Wiener Becken und dem Marchfeld im Osten.

### Gewässer

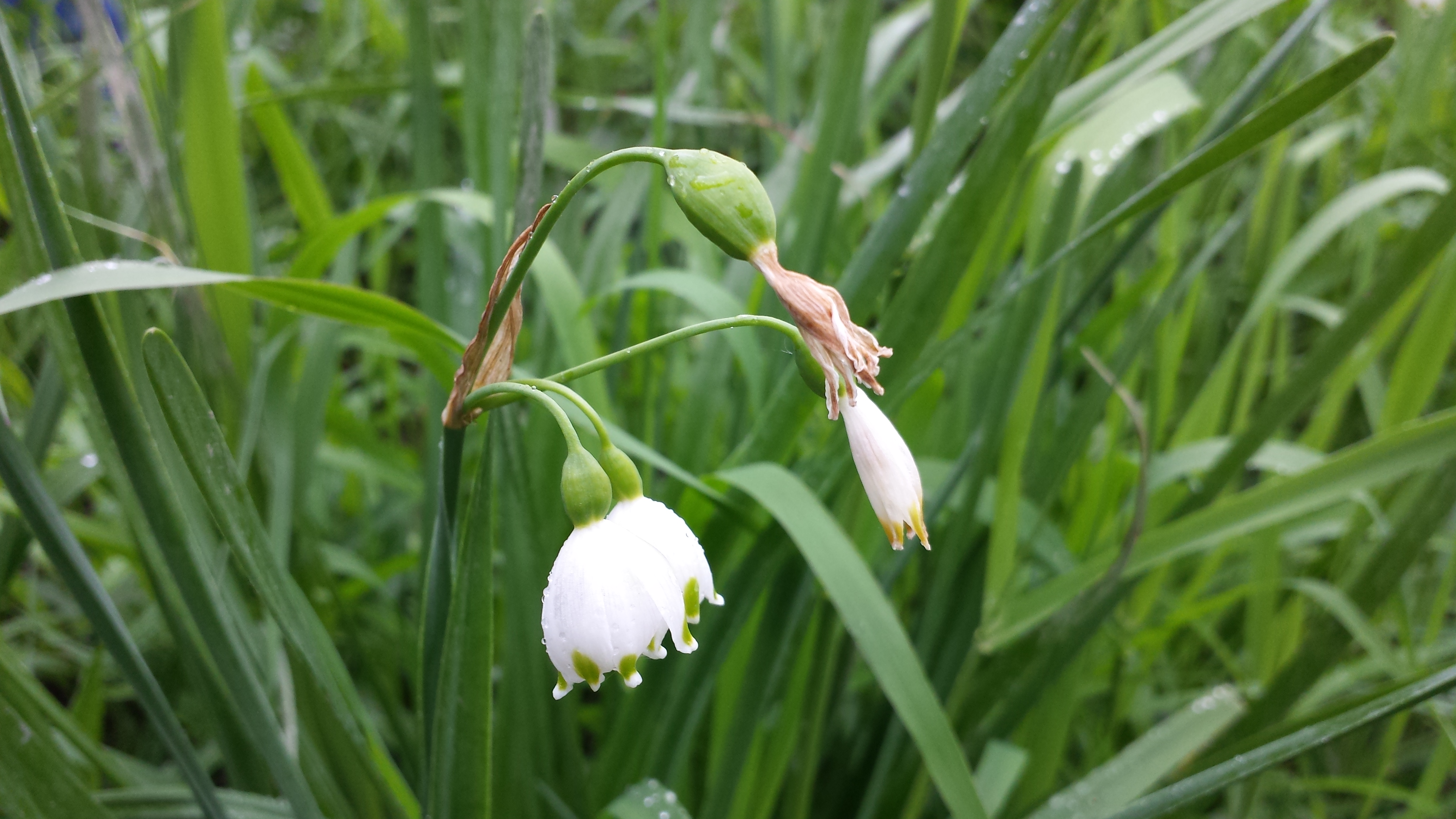
Sommer-Knotenblume in den March-Auen

Mitunter aufgrund der niedrigen Niederschläge gibt es heutzutage im Weinviertel nur relativ wenige Feuchtgebiete und die Landschaft gilt als ausgesprochen trocken. Das war jedoch nicht immer so: während Erhebungen auch früher trocken-warmen Biotope beherbergten, erstreckten sich in den Niederungen entlang von Pulkau, Thaya, Zaya, Schmida, Göllersbach, Weidenbach, Stempfelbach, Rußbach und anderer Bäche einst ausgedehnte Feuchtgebiete mit Schilf- und Röhrichtflächen.
Ab dem Spätmittelalter schuf der Mensch weitere Gewässer oder vergrößerte bestehende Feuchtgebiete durch den Bau von Fischteichen und die Anlage von Mühlen samt Wehranlagen. Die ersten Fischteiche wurden Ende des 14. Jahrhunderts angelegt, die Mehrzahl im 15. und 16. Jahrhundert. Die Teichfläche im Weinviertel übertraf während der Blütezeit der Fischzucht im 17. Jhdt. jene im Waldviertel. Mitte des 18. Jahrhunderts hatte das Weinviertel noch einen Anteil von 64 % an der Fischzucht im Lande, das Waldviertel hingegen nur 31,5 %. Die Wasserkraft wurde durch Mühlen ausgiebig genützt, an der Zaya befanden sich einst fast 50 davon, im Schnitt alle 1,2 km eine. Zur Zeit des Böhmischen Kriegs brach die Teichwirtschaft ein und konnte danach nie wieder das zuvor innegehabte Niveau erreichen. Der Betrieb von Teichen war nicht mehr so lukrativ wie früher, daher wurden diese nach und nach abgelassen. Größere Anlagen bestehen heute nur mehr in Bernhardsthal, Katzelsdorf und Nexing.
Im Waldviertel hingegen war dies aufgrund der schlechten Bodenverhältnisse nicht vorteilhaft, weshalb sich dort viele Teiche bis heute erhalten haben. Ab dem Ende des 18. Jahrhunderts wurde damit begonnen, Gewässer zu begradigen und abzusenken. Die Bäche und Flüsse wurden zu Abzugsgräben degradiert, deren Aufgabe es ist, das Wasser möglichst schnell abzuleiten. Dies sollte einerseits die Siedlungen gegen Hochwässer schützen und vor allem eine intensivere landwirtschaftliche Nutzung des Flussumlands ermöglichen. Wurden früher feuchte Wiesen mit Zugtieren wie Pferden und Ochsen beweidet, so wurde mit steigender Technisierung der Landwirtschaft eine ackerbauliche Nutzung angestrebt. Durch diese Maßnahmen des Menschen wurde seitdem die Anzahl der Feuchtgebiete drastisch reduziert. Nachdem bereits im 18. Jahrhundert einige Großgrundbesitzer damit begonnen hatten, wurden vor allem im 19. und 20. Jahrhundert mit finanzieller Unterstützung des Landes großflächig Flächen – etwa 14.000 Hektar – entwässert, um die landwirtschaftlicher Produktivität steigern zu können. Um den Einsatz immer größerer landwirtschaftlicher Geräte zu ermöglichen, wurden Kleinstrukturen wie Raine, Terrassen, Ackerstufen, Grünflächen und Feldgehölze entfernt und so der Wasserrückhalt verringert und die Bodenerosion bei Regenfällen begünstigt. Auch vorhandene Tränken, Schwemmen und Teiche zur Eisgewinnung wurden großteils beseitigt, der Grundwasserspiegel deutlich abgesenkt und das Weinviertel zu einem weitgehend trockenen Landstrich gemacht. Wertvolle Lebensräume wurden zerstört, wodurch viele Pflanzen- und Tierarten ihre Lebensgrundlage verloren.
Neben den Donau- und Marchauen gibt es heute im Weinviertel nur mehr im Pulkau- und Thayatal größere Sumpfflächen. Da Feuchtgebiete und Nebengewässer bei Hochwässern als Vorfluter dienen und die Hochwasserspitze in den gewässerabwärts gelegenen Orten dämpfen, wurde durch die Maßnahmen die Hochwassergefahr vielerorts verschärft. Ab Ende des 20. Jahrhunderts wurde daher – wieder mit finanzieller Unterstützung des Landes – versucht die ökologische und Hochwassersituation durch den Bau von Retentionsräumen, Gewässeraufweitung, Schaffung von Kleingewässern und Erhöhung der Strukturvielfalt in Flussbetten und Uferbereichen wieder zu verbessern.

### Klima
Das Weinviertel gehört zum relativ trockenen pannonischen Klimagebiet mit kalten Wintern und heißen Sommern. Die Jahresmitteltemperatur liegt in Retz bei 10,3 °C und in Poysdorf bei 10,4 °C. Die mittleren Jahressummen der Niederschläge betragen nur zwischen 500 und 600 Millimeter. Die Dauer der Schneedecke in Retz beträgt etwa 30 Tage und es gibt rund 81 Frosttage, in Poysdorf hingegen beträgt etwa die Dauer der Schneedecke 25 Tage und es gibt rund 87 Frosttage. Die Sonnenscheindauer in Retz beträgt in etwa 1900 Stunden und in Poysdorf an die 2000 Stunden.
|                        | Jan  | Feb  | Mär  | Apr  | Mai  | Jun  | Jul  | Aug  | Sep  | Okt  | Nov  | Dez  |   |       |
| Mittl. Temperatur (°C) | −2,0 | −0,6 | 3,7  | 7,9  | 13,2 | 16,1 | 18,2 | 18,2 | 13,8 | 8,6  | 2,6  | −0,6 | ⌀ | 8,3   |
| Mittl. Tagesmax. (°C)  | 0,7  | 2,6  | 8,0  | 13,0 | 18,5 | 21,4 | 23,8 | 24,0 | 18,8 | 12,8 | 5,4  | 2,0  | ⌀ | 12,6  |
| Mittl. Tagesmin. (°C)  | −4,2 | −3,0 | 0,6  | 4,0  | 8,9  | 11,7 | 13,7 | 13,8 | 10,3 | 5,7  | 0,6  | −2,6 | ⌀ | 5     |
|                        |      |      |      |      |      |      |      |      |      |      |      |      |   |       |
| Niederschlag (mm)      | 25,1 | 23,6 | 30,3 | 39,6 | 59,6 | 74,1 | 68,4 | 51,1 | 48,9 | 32,8 | 38,1 | 28,7 | Σ | 520,3 |
|                        |      |      |      |      |      |      |      |      |      |      |      |      |   |       |
| Regentage (d)          | 6,3  | 6,1  | 7,0  | 7,5  | 8,6  | 9,4  | 9,5  | 8,0  | 7,1  | 6,0  | 7,7  | 7,4  | Σ | 90,6  |

| −4,2 |

| −3,0 |

| 0,6 |

| 4,0 |

| 8,9 |

| 11,7 |

| 13,7 |

| 13,8 |

| 10,3 |

| 5,7 |

| 0,6 |

| −2,6 |

| −4,2 |

| −3,0 |

| 0,6 |

| 4,0 |

| 8,9 |

| 11,7 |

| 13,7 |

| 13,8 |

| 10,3 |

| 5,7 |

| 0,6 |

| −2,6 |

| N i e d e r s c h l a g | 25,1 | 23,6 | 30,3 | 39,6 | 59,6 | 74,1 | 68,4 | 51,1 | 48,9 | 32,8 | 38,1 | 28,7 |
|                         | Jan  | Feb  | Mär  | Apr  | Mai  | Jun  | Jul  | Aug  | Sep  | Okt  | Nov  | Dez  |

|                     | Jan | Feb | Mär | Apr | Mai | Jun | Jul | Aug | Sep | Okt | Nov | Dez |   |     |
|                     |     |     |     |     |     |     |     |     |     |     |     |     |   |     |
| Sonnenstunden (h/d) | 1,8 | 3,1 | 4,2 | 5,9 | 7,5 | 7,5 | 7,6 | 7,7 | 5,6 | 4,2 | 2,0 | 1,4 | ⌀ | 4,9 |

|  |

|  |

|  |

|  |

|  |

|  |

|  |

|  |

|  |

|  |

|  |

|  |

|  |

|  |

|  |

|  |

|  |

|  |

|  |

|  |

|  |

|  |

|  |

|  |

### Fauna und Flora

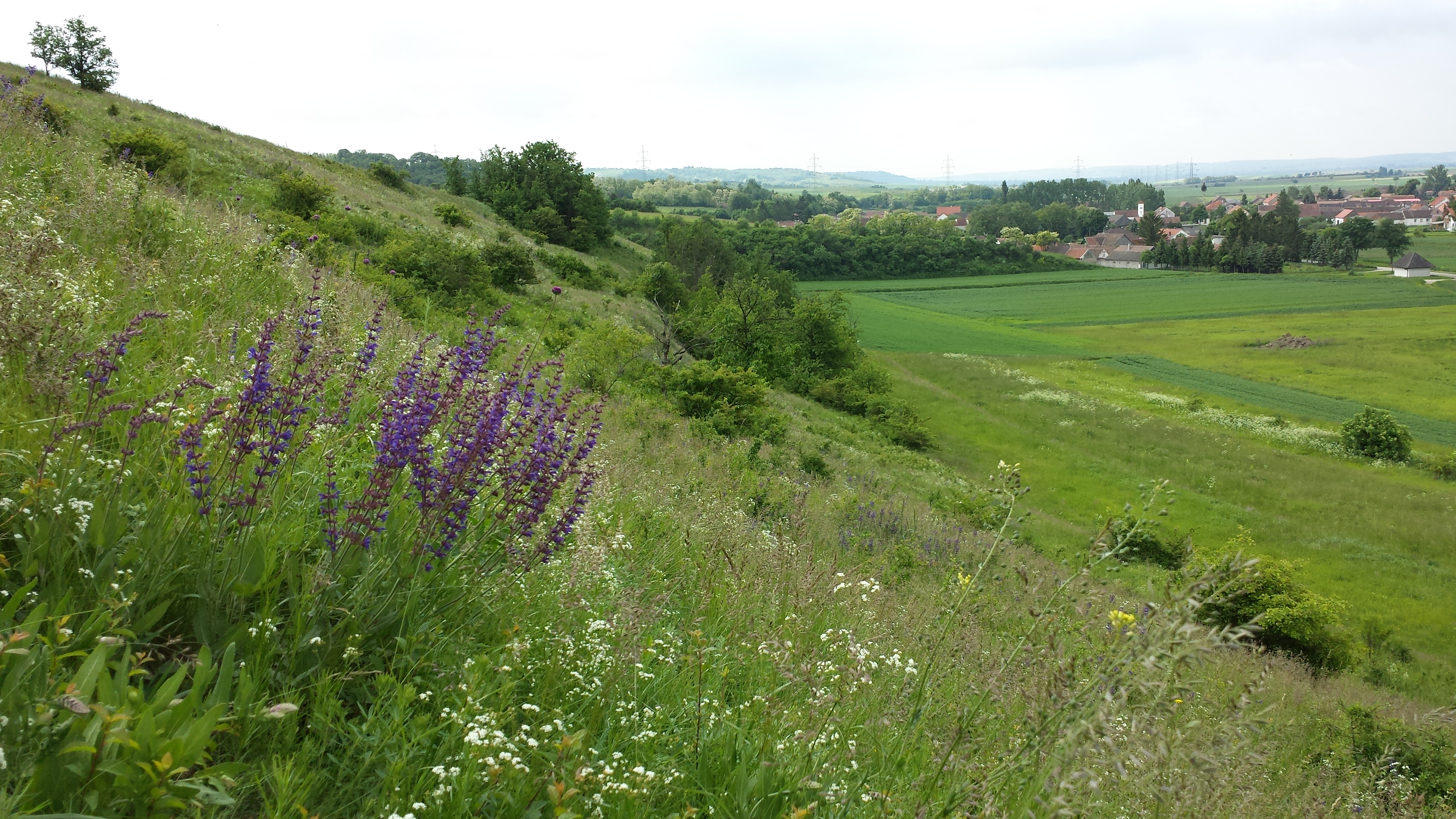
Lösstrockenrasen wie im Naturschutzgebiet Mühlberg bei Goggendorf beherbergen eine reiche pannonische Flora.

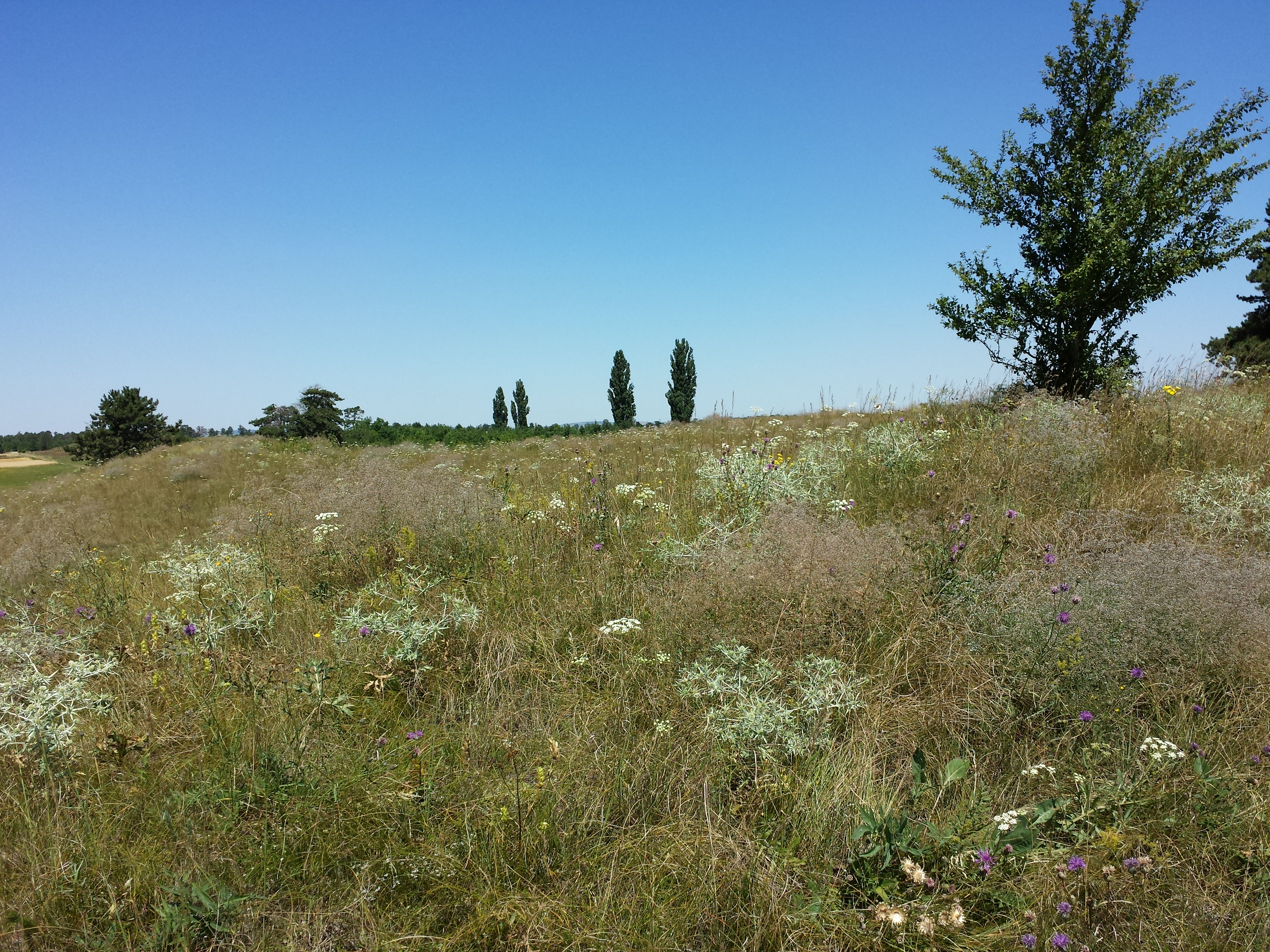
Auf den Binnendünen bei Oberweiden wächst eine spezifische Sandflora mit mehreren in Österreich vom Aussterben bedrohten Arten

Floristisch gesehen zählt das Weinviertel zur Pannonischen Florenprovinz, Teil der Südsibirisch-Pontisch-Pannonischen Florenregion, weshalb sich die Vegetation stark von den westlicheren Teilen Österreichs unterscheidet und entsprechend einzigartig und schützenswert ist. Neben spezifisch pannonischen Arten (z. B. Waldsteppen-Wermut am Bisamberg) treten auch solche auf, welche ihr Hauptverbreitungsgebiet viel weiter östlich haben, und hier – teilweise als Relikte der Kaltzeiten – ihre westliche Verbreitungsgrenze erreichen (z. B. Tátorján-Meerkohl bei Ottenthal). Zudem ist ein deutlicher submediterraner Einfluss erkennbar, da trocken-warmen Sommer auch dort bezeichnend sind und submediterrane Arten wie Flaum-Eiche und Diptam daher auch im pannonischen Gebiet gut gedeihen. Ohne menschlichen Einfluss wäre das Gebiet vermutlich bewaldet, wurde aber durch Rodung und jahrhundertelange Nutzung (Ackerbau, Beweidung) waldfrei gehalten. Durch die extensive Beweidung durch Nutztiere entstanden großflächig sekundäre Steppen, welche nach der Intensivierung und Mechanisierung der Landwirtschaft in der zweiten Hälfte des 20. Jahrhunderts großteils zerstört wurden und nur mehr in Ansätzen erhalten geblieben sind. Neben dem trocken-warmen Klima sind auch die Bodenverhältnisse für die Vegetation prägend: weite Teile des Weinviertels sind mit Löss bedeckt, einem Sediment, das während der Kaltzeiten vom Wind verfrachtet und abgelagert wurde. Entlang der Waschbergzone ist das Kalkgestein prägend, welches Substratsteppen über dem seichtgründigen Boden entstehen ließ. Im Marchfeld gibt es über während der letzten Eiszeit und Nacheiszeit abgelagerten Sanden, die aus den Flüssen, insbesondere der Donau, ausgeweht wurden, eine spezifische Sandvegetation (z. B. Sandberge bei Oberweiden). Bei Zwingendorf und Baumgarten an der March existieren kleinräumig interessante Salzstandorte, über entsprechend salzhaltigen Böden.
Auch die Fauna im Weinviertel unterscheidet sich von jener in den westlicheren Landesteilen. So tritt im Weinviertel ausschließlich der Nördliche Weißbrustigel (Ostigel) auf, der rund 200 Kilometer westlich seine Verbreitungsgrenze erreicht und dort, nach einem Bereich der Überlappung, vom Braunbrustigel (Westigel) abgelöst wird.

## Geschichte

### Ur- und Frühgeschichte

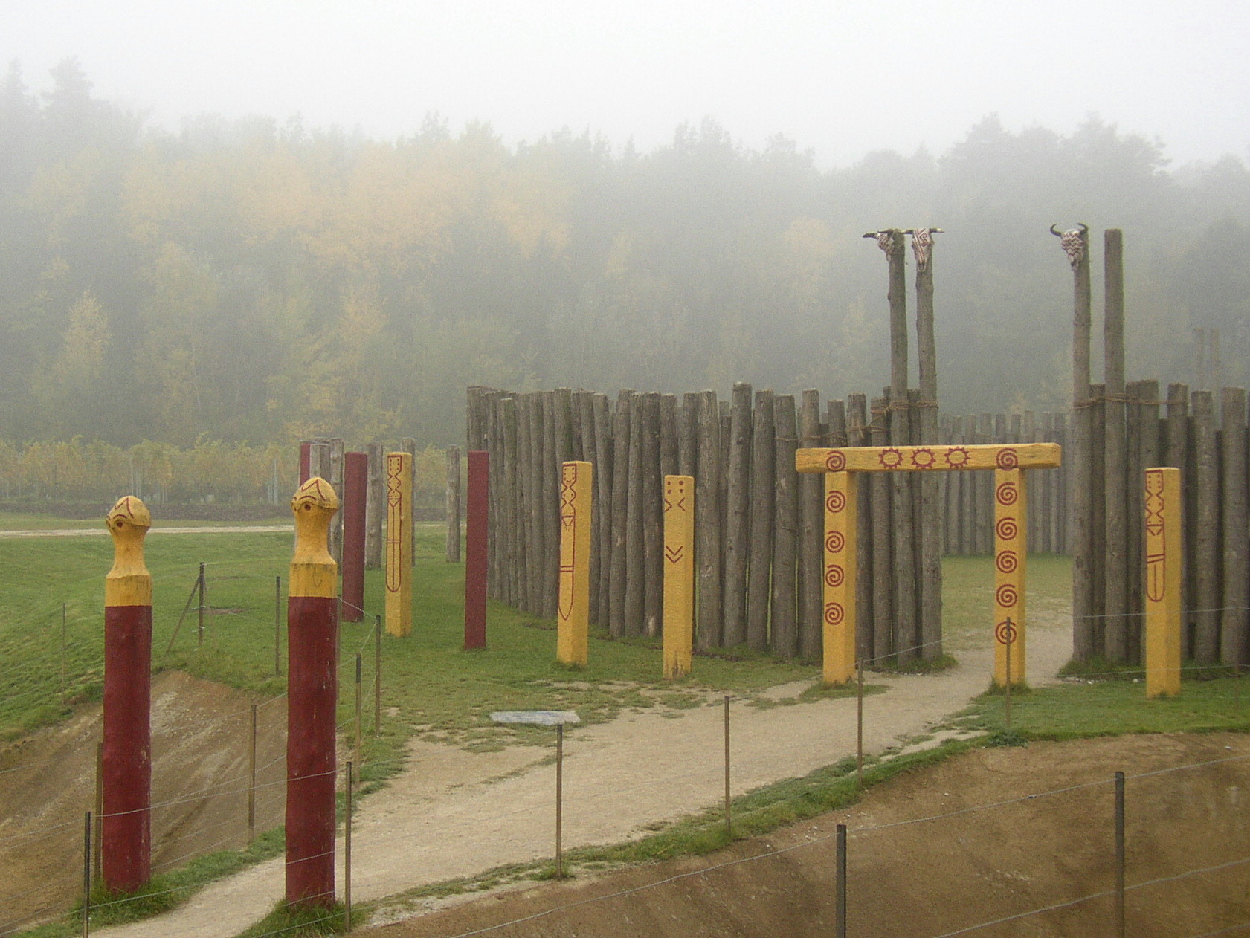
Rekonstruierte Kreisgrabenanlage am Heldenberg

Das Weinviertel weist im Vergleich zu manch anderen Landschaften Österreichs eine dichte ur- und frühgeschichtliche Besiedlung auf. Ursache dafür sind die günstigen klimatischen Verhältnisse und die Beschaffenheit der Böden (in der Hauptsache Braunerde- und Steppenschwarzerdeböden). Dieses Land zwischen Thaya und Donau liegt im Kreuzungsbereich der Bernsteinstraße und des Donauweges und hatte dadurch – im Gegensatz zu abgelegenen Gebieten – seit jeher einen leichteren Zugang zum Kulturgeschehen. Die frühesten menschlichen Spuren stammen aus der Zeit des letzten Glaziales und gehören somit dem Paläolithikum (Aurignacien und Gravettien) an. Da die Fundstellen dieser Zeit meist unter mächtigen Lösspaketen liegen, ist die Auffindung dem Zufall anheimgestellt. Bedeutende Stationen sind unter anderen von Großweikersdorf und von Stillfried bekannt geworden.
Aus dem Ende der Altsteinzeit und für den Übergang zur bäuerlichen Wirtschaftsführung des Neolithikums gibt es bisher eindeutige Hinterlassenschaften nur von Ebendorf bei Mistelbach und vom Bisamberg. Dagegen ist die Jungsteinzeit ab etwa 5000 v. Chr. mit einer fast unübersehbaren Zahl an Siedlungsplätzen vertreten. Bereits die älteste Linearbandkeramik kann auf zahlreiche Siedlungen, beispielsweise in Grafensulz, verweisen. Es folgen die Notenkopfkeramik, die seltene Stichbandkeramik (Grafensulz, Großmugl), die Mährische Bemaltkeramik (Wetzleinsdorf) und mehrere Kleingruppen des Endneolithikums, wie die Glockenbecherkultur (Laa/Thaya).
Die bemaltkeramische Kultur ist vor allem durch zahlreiche Idolnachweise (anthropomorphe und zoomorphe Idole) und durch die monumentalen Kreisgrabenanlagen weithin bekannt geworden. Die um etwa 2000 v. Chr. einsetzende Bronzezeit ist mit allen Abschnitten repräsentativ vertreten. Die Aunjetitz- und Veterovkultur der Frühzeit ist in klassischer Ausformung bekannt. Bedeutende Siedlungsanlagen bestanden beispielsweise bei Großmugl und bei Zellerndorf. Die mittlere Bronzezeit kennt man vor allem durch Keramikdepotfunde, wie den namengebenden von Maisbirbaum. Hügelgräber aus der mittleren Bronzezeit (ca. 1600 v. Chr.) wurden bei Gaweinstal gefunden.
Die späte Bronzezeit (Urnenfelderkultur) ist für die Frühphase durch die bedeutenden Grabfunde von Baierdorf und Pleißing sowie das Keramikdepot von Großmeiseldorf vertreten. Für die späte Phase genügt der Hinweis auf die bedeutende namengebende Wehranlage von Stillfried (Typus Stillfried), aus deren Bereich umfassende Siedlungs- und Grabinventare dieser Kulturstufe bekannt geworden sind. Die um 750 v. Chr. einsetzende frühe Eisenzeit (Hallstattkultur) ist im Weinviertel vor allem durch die zahlreichen „fürstlichen“ Hügelgräber (z. B. Großmugl, Niederhollabrunn) bekannt geworden. Die späte Eisenzeit (Latènezeit) ist durch die bedeutenden Grabfunde von Leopoldau, Bernhardsthal und Laa/Thaya gut vertreten. Bei Ladendorf ist eine bedeutende Siedlung (mit Eisenverhüttungsanlagen) der Spätzeit nachgewiesen. Eine Zentralstellung ist für die Höhensiedlung von Oberleis auf Grund des reichen Schmuck- und Münzinventares anzunehmen. Die früheste Münzstätte nördlich der Donau konnte für die überregional bedeutende Siedlung in Roseldorf, Gemeinde Sitzendorf, dokumentiert werden.
Die Ankunft germanischer Völker im Verlaufe des ersten nachchristlichen Jahrhunderts brachte für das nördliche Niederösterreich eine weitgehende Umgestaltung des kulturellen Bildes. Die hier nun siedelnden Markomannen und Quaden scheinen mit der bodenständigen „keltischen“ Bevölkerung in friedlichem Neben- und Miteinander gelebt zu haben, wobei allerdings die keltische Eigenart allmählich nur mehr ganz schwach merkbar ist. In der älteren Forschung (bis etwa in das Jahr 1960), wurde angenommen, dass es neben der einheimischen keltischen Bevölkerung in Österreich auch illyrische Völker gegeben hat. Dies ist jedoch nach neuesten Forschungen widerlegt worden, mit dem Ergebnis, dass auf dem Gebiet des heutigen Österreich nie eine Siedlungstätigkeit von Illyrern festgestellt werden konnte.
Die Besetzung des Gebietes nördlich der Donau brachte die Germanen in direkten Kontakt zum römischen Weltreich, dem seit Kaiser Augustus das übrige Gebiet des heutigen Österreichs angehörte. Kriegerische und friedliche Ereignisse zwischen diesen beiden Mächten bestimmten vier Jahrhunderte lang das kulturelle Geschehen. Die frühesten germanischen Funde (1. Jahrhundert) kennt man von Baumgarten an der March, von Mannersdorf an der March, Gaweinstal und von Mistelbach, um nur einige zu nennen.
Die germanischen Siedlungen des 2. und 3. Jahrhunderts sind bereits über das ganze Weinviertel verstreut anzutreffen. Vor allem in March- und Thayagebiet bestand entlang der Flussläufe eine sehr dichte Siedlungstätigkeit. Vor allem im 4. Jahrhundert tritt als Neuerung scheibengedrehte Keramik auf, manchmal mit typischer Wellenverzierung. Die Verzahnung mit der römischen Kultur in den ersten vier Jahrhunderten wird vielleicht am deutlichsten durch in römischer Technik erbaute Anlagen von Stillfried, Oberleis und Niederleis, Grafensulz und Michelstetten.
Die Zeit der Völkerwanderung, das 5. und 6. Jahrhundert ist fast nur durch Gräber bekannt. Genannt seien die reichen Bestattungen von Untersiebenbrunn und Laa/Thaya, die einer gotischen Oberschicht zugesprochen werden. Gegen Ende des 5. Jahrhunderts kam ein weiterer germanischer Stamm, die Langobarden, nach Niederösterreich. Für das Weinviertel seien die Gräber von Aspersdorf, Hollabrunn und Poysdorf genannt. Der Abzug der Langobarden in der Mitte des 6. Jahrhunderts nach Pannonien machte den Siedlungsraum frei für neue Populationen. Ein kleines Gräberfeld von Mistelbach und Einzelfunde (Oberleis) werden den Awaren zugeschrieben. Auch frühe Slawen werden auf Grund weniger Funde vermutet.
Ab dem ausgehenden 8. Jahrhundert sind Siedlungen und Grabfunde bekannt, die hauptsächlich wegen typischer Keramikprodukte einer westslawischen bäuerlichen Bevölkerung zugeschrieben werden. Auch magyarische Einflüsse werden vermutet. Ein Gefäßrest von Staatz-Kautendorf und Ortsnamen (Ungerndorf, Schoderlee, Fallbach und Gaubitsch) weisen in diese Richtung.

### Mittelalter

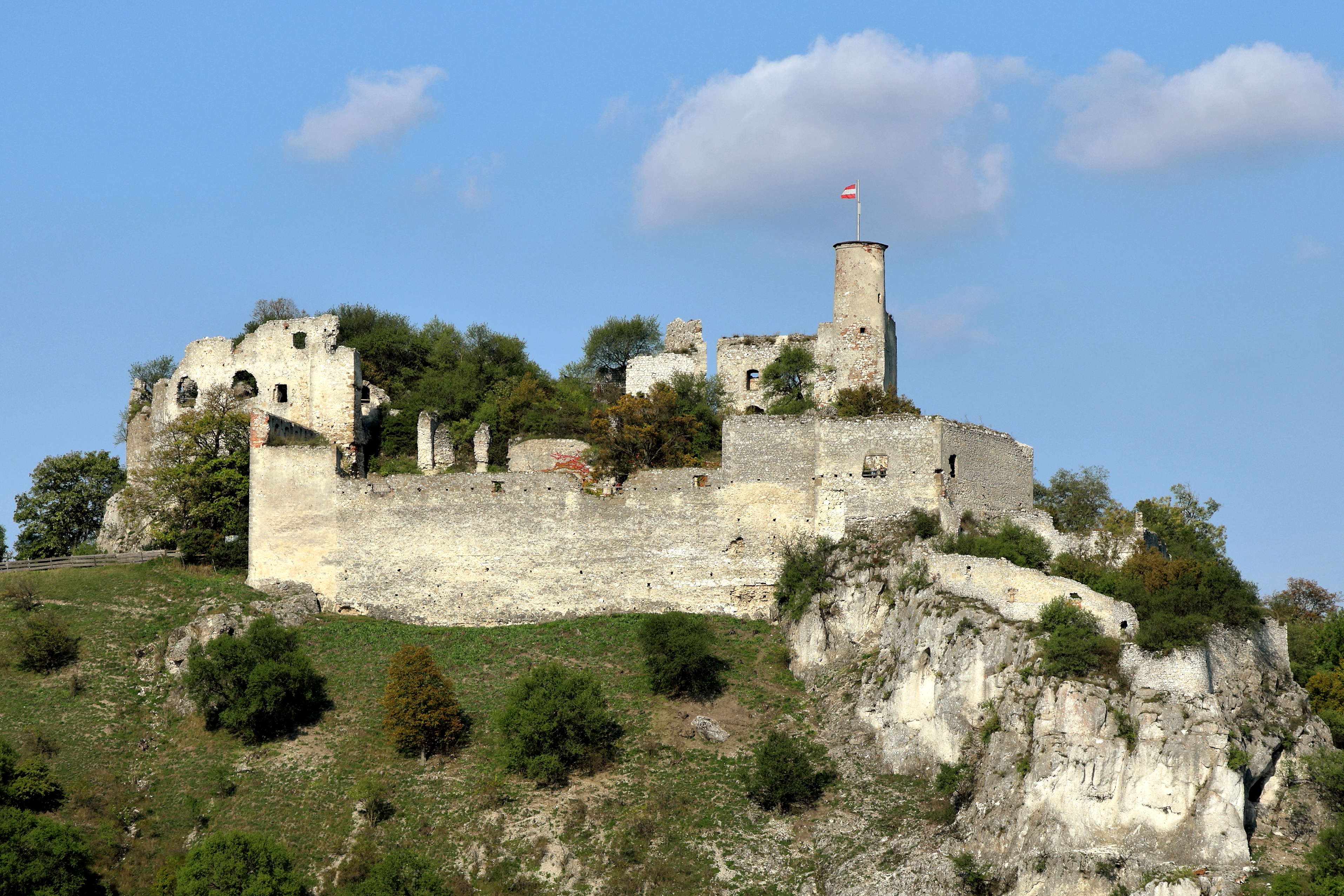
Burg Falkenstein, um 1050 erbaut

Zu Ende der Völkerwanderungszeit siedelten unter anderem die Langobarden im Weinviertel, bevor sie in Oberitalien ein Reich gründeten. Danach sind die Quellen dürftig, das Weinviertel dürfte jedoch unter dem Einfluss des sich herausbildenden Großmährischen Reiches gestanden haben, slawische Siedlungen sind als sicher anzunehmen. Auch weisen Funde auf awarische Siedlungen hin. Ab dem 8. Jahrhundert setzte die fränkische Besiedelung von Westen her durch die Bajuwaren ein. Unter Karl dem Großen wurden die Awaren in der Pannonischen Tiefebene vernichtend geschlagen und damit ein weiterer Impuls für die fränkische Besiedelung gesetzt. Im nachfolgenden Verfall des Karolingerreiches wurde das Weinviertel wohl wechselnden Einflüssen von Bayern, Slawen und Ungarn ausgesetzt, bis sich nach der Schlacht auf dem Lechfeld 955 und der Niederlage der Ungarn langfristig der Einfluss des neu entstandenen Heiligen Römischen Reichs durchsetzte. Im Kamptal (Gars am Kamp) existierte vom Beginn des 9. Jahrhunderts bis rund Mitte des 10. Jahrhunderts ein slawisches Fürstentum unter fränkischer Oberhoheit, bis es vermutlich von den Ungarn zerstört wurde.
Mit der Belehnung der fränkischen Babenberger ab etwa 976 als Markgrafen für die Mark an der Donau setzte eine stetige Entwicklung des Donauraumes und nachfolgend auch der angrenzenden Gebiete ein.
Ab der Jahrtausendwende kann von einer flächendeckenden Besiedelung und Urbarmachung des Weinviertels ausgegangen werden. Ein funktionierender Verwaltungsapparat liefert ab dieser Zeit Dokumente als Quellen. Das Weinviertel litt immer wieder unter Kriegen beziehungsweise organisierten Raubzügen von Ungarn und vor allem von Tschechen aus dem Norden. In der Schlacht bei Mailberg erlitt ein österreichisches Heer eine Niederlage gegen ein weit überlegenes tschechisches Heer.
Die Kreuzzüge hatten eine bemerkenswerte Auswirkung auf das Weinviertel:
Auf der Rückreise nach England wurde König Richard Löwenherz vom Babenbergerherzog Leopold V. gefangen genommen und gegen Lösegeld freigegeben. Mit dem Erlös befestigte Herzog Leopold die Nordgrenze seines Herzogtums und errichtete Befestigungen in Drosendorf, Laa an der Thaya etc. Danach nahm anscheinend die Bedrohung aus dem Norden ab.
Nach dem Aussterben der Babenberger wurde Österreich ein Zankapfel der europäischen Dynastien. Matthias Corvinus, König Ungarns, und schon zuvor Ottokar II. Přemysl, König Böhmens, versuchten jeweils durch Heirat einer Babenbergerin und Gewährung von Privilegien das Land für sich zu gewinnen. Letztendlich konnte sich Přemysl Ottokar II. von Böhmen durchsetzen. Dieser wurde jedoch vom deutschen König Rudolf von Habsburg in der Schlacht bei Dürnkrut 1278 besiegt. 1282 wurden die Söhne Rudolfs von Habsburg Albrecht I. und Rudolf II. mit dem Herzogtum Österreich zur gesamten Hand belehnt. Damit kam auch das Weinviertel unter die Herrschaft der Habsburger.
Unter den Habsburgern wurde es im Weinviertel nicht unbedingt friedlicher, die übermächtigen Luxemburger in Böhmen und Mähren gaben die politische Linie vor. Die Hussitenkriege fanden unter anderem auch im Weinviertel statt. Erst als durch Beharrungsvermögen und Heiratsverträge das Erbe der Luxemburger auch auf die Habsburger überging, wurde das Weinviertel ein Kernland des sich entwickelnden Habsburgerbesitzes. Unter Kaiser Maximilian I. kam auch Ungarn hinzu.

### Neuzeit

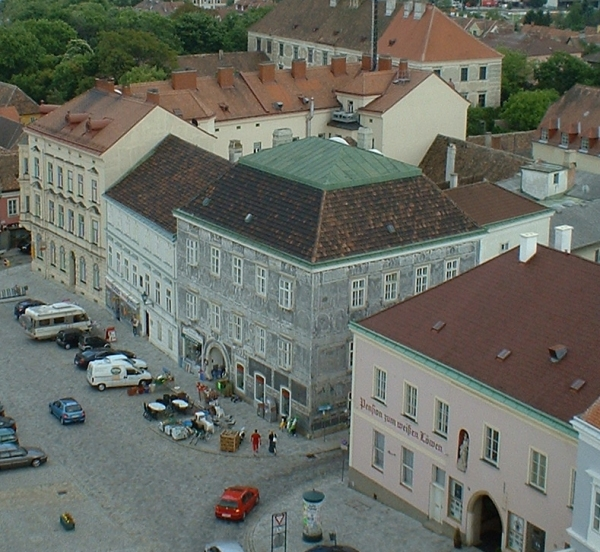
Sgraffitohaus aus der Renaissance in Retz

Das Weinviertel war 1529 bei der Ersten Türkenbelagerung von Wien ebenfalls betroffen. Dabei wurde das Umland Wiens von den Akıncı, einer etwa 20.000 Mann starken Reitertruppe im Dienst der Osmanen, schwer heimgesucht. Ein drastischer Bevölkerungsrückgang im Weinviertel war die Folge.
Die Gegenreformation setzte in dem während der Reformation weitgehend protestantisch gewordenen Land erst ab den 1570er-Jahren ein. Ein Bauernaufstand wurde 1597 blutig niedergeschlagen. Der Dreißigjährige Krieg schien lange Zeit das Weinviertel wenig zu berühren, lediglich zu Beginn dieses langen Krieges, als Graf Heinrich Matthias von Thurn mit dem Heer der aufständischen Böhmen auf Wien vorrückte, wurde einige Orte entlang der heutigen Brünner Straße geplündert. Gegen Ende des Krieges kam es jedoch weit schlimmer: Bei Jankau in Böhmen, etwa 60 km südöstlich von Prag, fand die letzte große Schlacht des Dreißigjährigen Krieges statt.
Am 6. März 1645 besiegte ein schwedisch-protestantisches Heer unter Feldmarschall Lennart Torstensson die kaiserlich-habsburgischen Truppen unter Feldmarschall Melchior Graf von Hatzfeldt, womit für die Schweden der Weg nach Wien offenstand. Die schwedischen Truppen verwüsteten das Weinviertel, etliche Burgen wie Staatz und Falkenstein sind seitdem Ruinen. Der Markt Gaunersdorf, also das heutige Gaweinstal, wurde vollständig niedergebrannt, aber auch Mistelbach wurde stark mitgenommen.
Auch 1683 nach der erfolglosen Zweiten Wiener Türkenbelagerung kam es im Weinviertel zu schweren Verwüstungen. Wiederum kamen große Teile der Weinviertler Bevölkerung ums Leben oder wurden verschleppt.

### 19. Jahrhundert

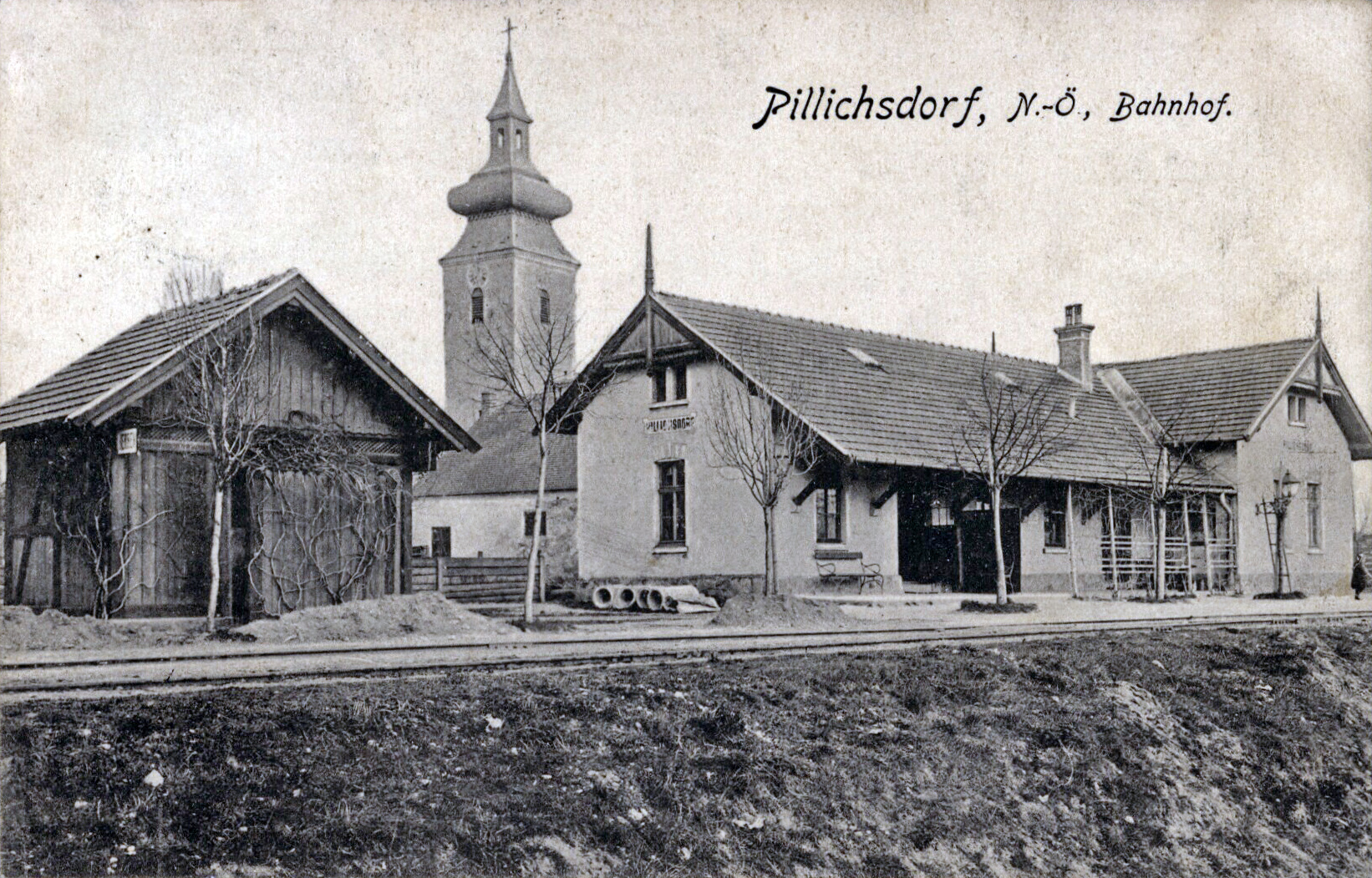
Bahnhof Pillichsdorf der Stammersdorfer Lokalbahn (um 1910)

Während der Napoleonischen Kriege fand am 16. November 1805 die Schlacht bei Hollabrunn und Schöngrabern zwischen den französischen und den russisch-österreichischen Truppen statt. Im Frühjahr 1809 durchzogen wieder österreichische, russische und französische Truppen das Weinviertel. Die politischen Umwälzungen des Jahres 1848 brachten auch für das Weinviertel die Aufhebung der Grundherrschaften des Adels. Eine weitere große Veränderung bedeutete der Bau von Eisenbahnstrecken ab den 1830er Jahren. Bereits die erste Dampfeisenbahn Österreichs von Floridsdorf nach Deutsch-Wagram, später schrittweise nach Lundenburg in Mähren verlängert, durchquerte das östliche Weinviertel. In den 1870er Jahren wurden mit der Franz Josefs-Bahn, der Österreichischen Nordwestbahn und der nördlichen Linie der Staatseisenbahngesellschaft (Laaer Ostbahn) drei weitere Hauptstrecken durch das Hügelland des Weinviertels gebaut. Um die Jahrhundertwende wurde zur besseren Erschließung noch ein dichtes Netz von Lokalbahnen angelegt, die größtenteils von den Niederösterreichischen Landesbahnen betrieben wurde.
Vor allem entlang der Bahnstrecken begann ein wirtschaftlicher Aufschwung, durch die nun gute Erreichbarkeit von Wien aus wurden Orte zu beliebten Sommerfrischen (z. B. Wolkersdorf, Schleinbach, Bad Pirawarth). Auch die durch die lehmhaltigen Böden begünstigte Ziegelindustrie florierte.

#### Jüdisches Weinviertel
Nach 1848 entwickelten sich blühende jüdische Gemeinden im Weinviertel. Es gab Kultusgemeinden in Gänserndorf, Mistelbach und Hollabrunn, in zahlreichen Orten waren Bethäuser und Friedhöfe angelegt. Das jüdische Leben im Weinviertel kam 1938 fast völlig zum Erliegen.

### 20. Jahrhundert

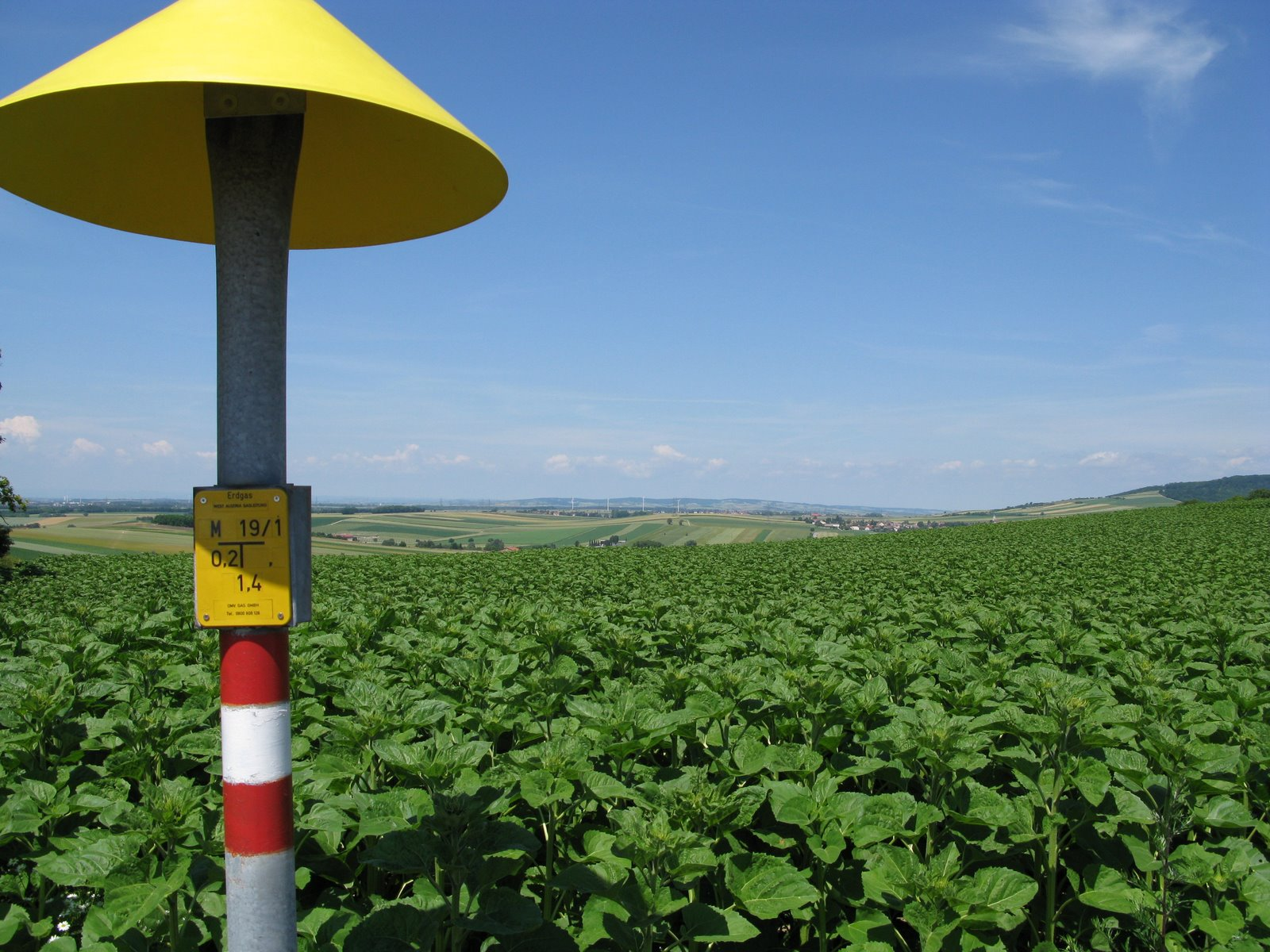
Bei Oberrohrbach, Bezirk Korneuburg

Am Ende des Ersten Weltkrieges und mit dem Zusammenbruch der Habsburgermonarchie wurde das Weinviertel wieder Grenzgebiet, dem der größere und wichtigere Teil des Hinterlandes fehlte. Nach dem im März 1938 erfolgten Anschluss Österreichs an das Deutsche Reich wurde das Weinviertel ein Teil des Gaus „Niederdonau“. In den letzten Tagen des Zweiten Weltkrieges fanden die erbittertsten Kämpfe auf österreichischem Boden im östlichen Weinviertel statt. Dies lag unter anderem daran, dass sich in Zistersdorf und seiner Umgebung die letzten noch funktionierenden Erdölfelder des Dritten Reiches befanden. Damit gehörte dieses Gebiet zu den Primärzielen der Roten Armee, als diese am 6. April 1945 die March Richtung Westen überschritt. Das Gebiet wurde von Wehrmacht und Waffen-SS energisch verteidigt, jedoch noch im Verlauf des Aprils von den Russen überrannt.
Nach Ende des Zweiten Weltkrieges lag das Weinviertel in der sowjetischen Besatzungszone, die Bevölkerung hatte dabei auch die Repressalien der Roten Armee zu ertragen. 1955 zogen die Besatzungstruppen wieder ab. Im Mai 1988 wurden aufgrund von mangelnder Auslastung die meisten Nebenbahnen im Weinviertel stillgelegt. Von der Wende in Osteuropa seit 1989 und der Grenzöffnung profitiert vor allem auch das nördliche Weinviertel, seit 2003 befindet sich das Weinviertel in der Mitte der Europaregion Centrope.

### 21. Jahrhundert
Durch Förderungen der Landesregierung konnte sich das Weinviertel seit Beginn des 21. Jahrhunderts als Ausflugs- und Tourismusregion etablieren.

## Wirtschaft und Infrastruktur
Neben dem Weinbau und der Agrarindustrie tragen auch andere Branchen zur Wirtschaft des Weinviertels bei:
Die Nahrungsmittelindustrie, Baustoffindustrie, sowie Chemie und die Förderung von Erdöl und Erdgas durch die OMV im Osten des Weinviertels in den so genannten Erdölgemeinden Neusiedl an der Zaya, Zistersdorf, Matzen, Auersthal und Prottes. Aufgrund der Nähe zu Wien spielt auch der Ausflugsverkehr eine Rolle in der Wirtschaft des Weinviertels.

### Weinbau

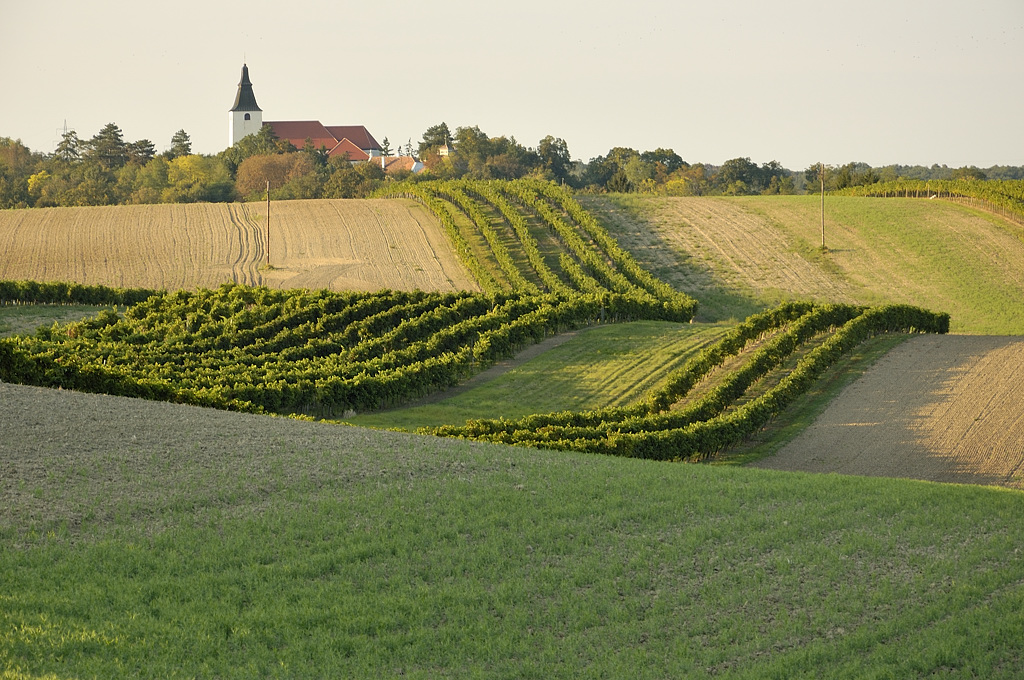
Weinberge in Stillfried an der March

Durch das Pannonische Klima und die Lößböden eignet sich das Weinviertel besonders für den Weinbau. Das Weinviertel ist mit ca. 15.800 ha das größte Weinbaugebiet Österreichs. Bekannte Weinorte sind Röschitz, Retz, Haugsdorf, Falkenstein, Poysdorf, Herrnbaumgarten, Wolkersdorf und Mannersdorf/March. Die Weinanbaugebiete und -Orte werden unter der 400 km langen „Weinstraße Weinviertel“ zusammengefasst. Rund um die Weinstadt Retz – mit dem Erlebniskeller und der Retzer Windmühle als Touristenort bekannt – gedeihen seit jeher auch Rotweine bestens. Das trockene, niederschlagsarme Klima begünstigt die Rotweinerzeugung.

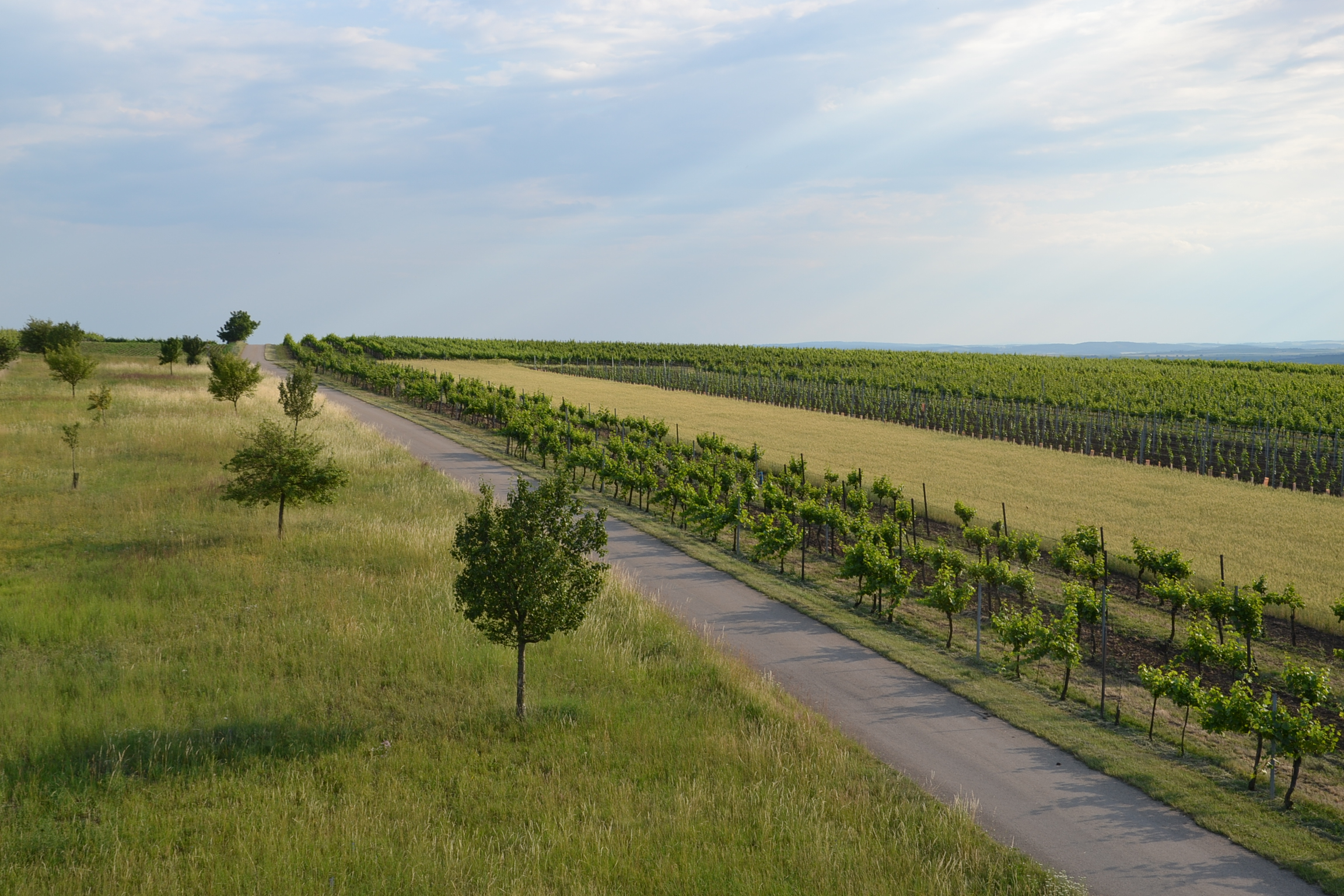
Bei Unterretzbach

Folgende Rebsorten werden hauptsächlich angebaut:
- Grüner Veltliner – Leitrebsorte im Weinviertel[19]
- Weißburgunder
- Welschriesling
- Zweigelt
- Blauer Portugieser

Seit 2003 existiert der Weinviertel-DAC. Er steht für gebietstypisch ausgebauten „Grünen Veltliner“ mit pfeffrigem Geschmack.

### Typische Weinveranstaltungen
Das Weinviertel ist durch den Wein historisch geprägt. Daher gab und gibt es viele Initiativen, die die Weinkultur fördern und landesübergreifend bekannt sind. Die wichtigsten Veranstaltungen rund um den Wein sind:
- Weintour Weinviertel: zum Saisonstart öffnen 200 Winzer der Weinstraße Weinviertel ihre Pforten. Verkostet werden vor allem die Flaschen des neuen Weinjahrgangs[22].
- In die Grean gehen: ein alter niederösterreichischer Brauch. Als Dank nahmen die Winzer ihre Lesehelfer am Ostermontag mit ins Grüne zur gemeinsamen Verkostung des neuen Weins. Heute sind alle Gäste eingeladen, die Kellergassen und Weinkeller werden nach dem Winter zum ersten Mal geöffnet[23].
- Tafeln im Weinviertel: beliebte Outdoor-Veranstaltung unter freiem Himmel, inmitten von Weingärten, in Kellergassen oder an besonderen Locations. Es werden lange Tafeln weiß gedeckt, 5-Gang-Menüs serviert und lokale Abfüllungen ausgeschenkt[24].
- Weinherbst im Weinviertel: steht typisch für das Weinviertel. Mit der Weinlese (Ende August / Anfang September) startet die Hochsaison im Weinviertel. Jede Kellergasse und jeder Weinort feiert die Weinlese, es gibt frischen Sturm und lokale Produkte zu kaufen und verkosten[25].

### Landwirtschaft

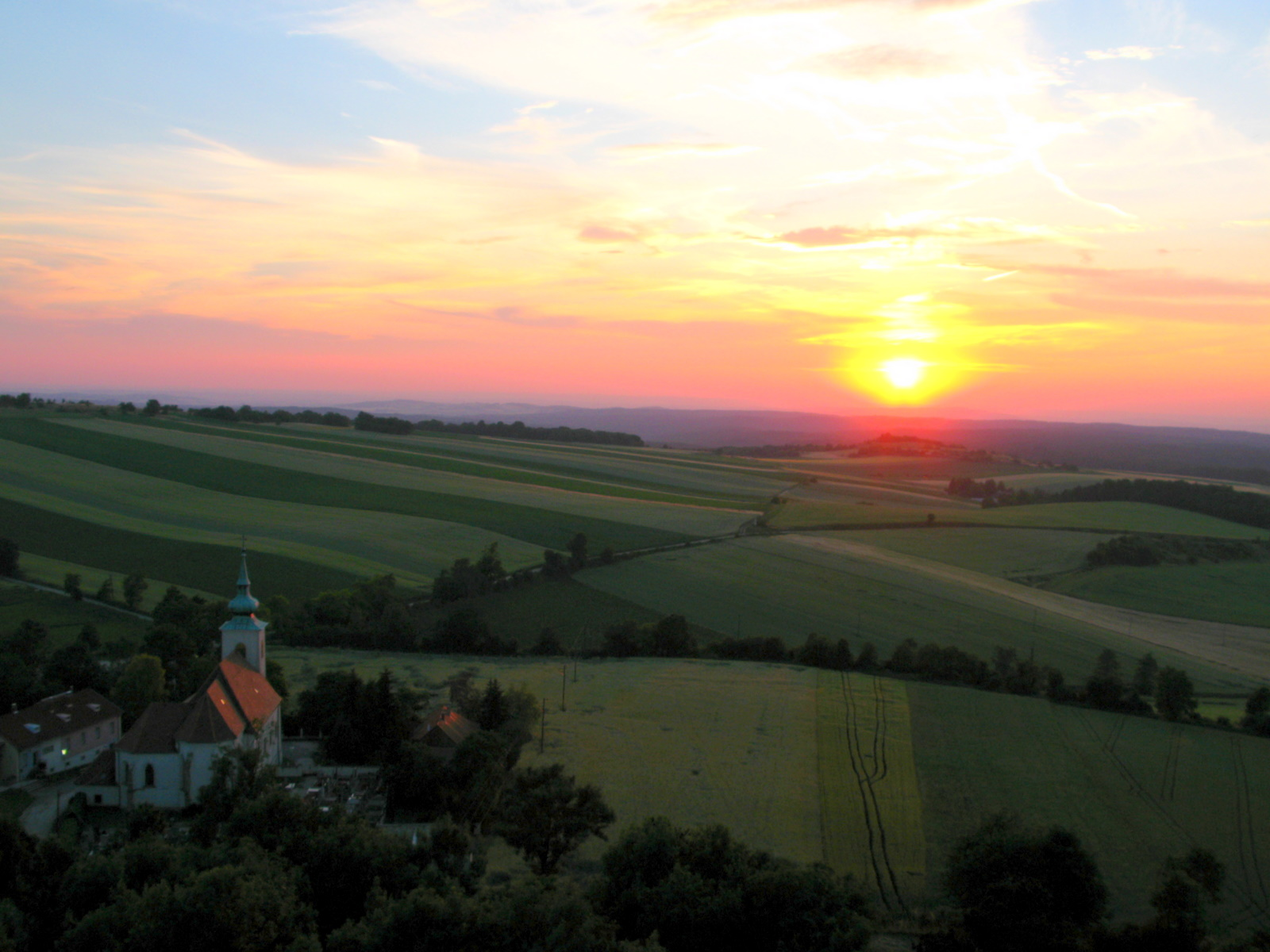
Sonnenuntergang in Oberleis bei Ernstbrunn

Neben dem Weinbau wird auch eine großflächige Landwirtschaft betrieben. Im Marchfeld wird schon seit Generationen Gemüseanbau durchgeführt und ist damit Lieferant der nahen Hauptstadt Wien. Auch Getreide- und Erdäpfelanbau zählt zu den traditionellen Lebensmitteln. Unter der Tierzucht hat die Schweinezucht eine große Bedeutung.
In den letzten Jahrzehnten des 20. Jahrhunderts wurde auch mit Anbau von Marillen begonnen, sodass das Weinviertel in der Zwischenzeit zu den größten Anbaugebieten Österreichs gehört. So werden allein rund um Poysdorf 350 Hektar mit dieser Obstsorte bewirtschaftet.
Verschränkt mit dem Tourismus versucht man unter der Dachmarke Genussregion Österreich traditionelle Lebensmittel in ihren jeweiligen Regionen verstärkt zu bewerben und vermarkten. Dazu gehören:
- Region Laaer Zwiebel
- Region Marchfeld Gemüse
- Region Marchfeldspargel g.g.A.
- Region Retzer Kürbis
- Region Weinviertler Erdäpfel
- Region Weinviertler Getreide
- Region Weinviertler Schwein
- Region Weinviertler Wild

Siehe auch: Liste der Genussregionen Österreichs

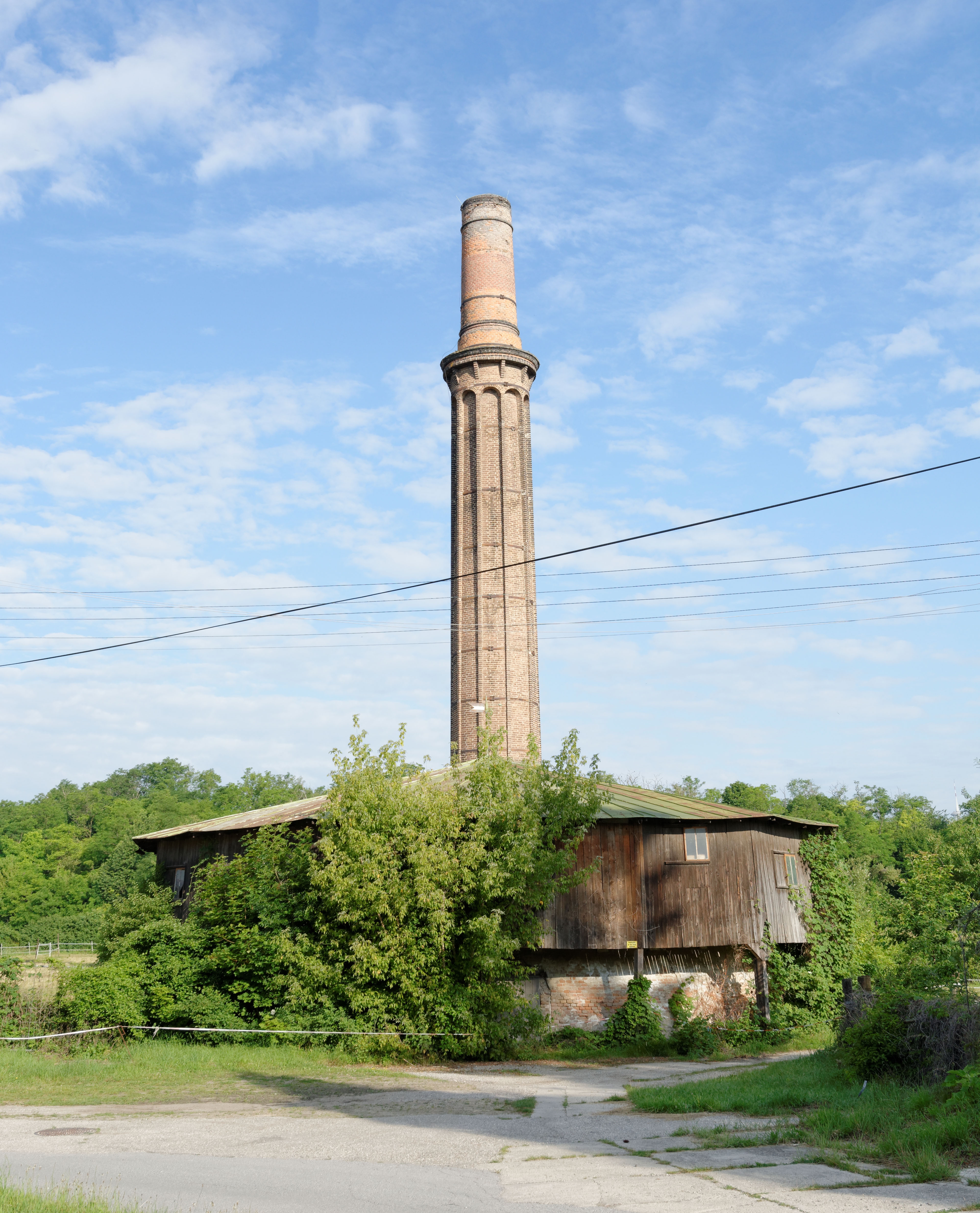
Ehemaliger Ziegelofen in Neubau-Kreuzstetten

### Ehemalige Ziegelindustrie
Aufgrund der vielenorts im Weinviertel vorkommenden Lehmböden und dem Ausbau des Bahnnetzes blühte ab der Gründerzeit die Ziegelindustrie im Weinviertel. Um die Jahrhundertwende gab es über 250 Ziegeleien, welche wichtige Arbeitgeber in der Region waren. Der zur Herstellung benötigte Lehm wurde zumeist in Lehmgruben in unmittelbarer Nähe der Ziegeleien gewonnen. Als bedeutendsten Ziegelfabrikant dieser Zeit und größter Unternehmer im Weinviertel zählte Martin Steingassner, er betrieb neben seinen Ziegelwerken auch eigene Gasthäuser für seine Arbeiter sowie eine Brauerei in Poysdorf. Hauptabnehmer der Weinviertler Ziegel waren Bauunternehmer und Baufirmen in Wien und Umgebung, die Gemeinde Wien selbst (für die Errichtung der Gemeindebauten) sowie Privatkunden.
Von den ehemals 250 Ziegelöfen um die Jahrhundertwende waren 1967 noch 23 vorhanden, diese reduzierten sich bis 1987 auf vier. Heute ist nur noch ein Betrieb von Wienerberger in Göllersdorf in Betrieb.

### Öffentlicher Verkehr
Das Weinviertel ist Teil vom Verkehrsverbund Ost-Region (VOR) und ist durch die Wiener Schnellbahn sowie zahlreichen Busverbindungen in den öffentlichen Verkehr eingebunden.

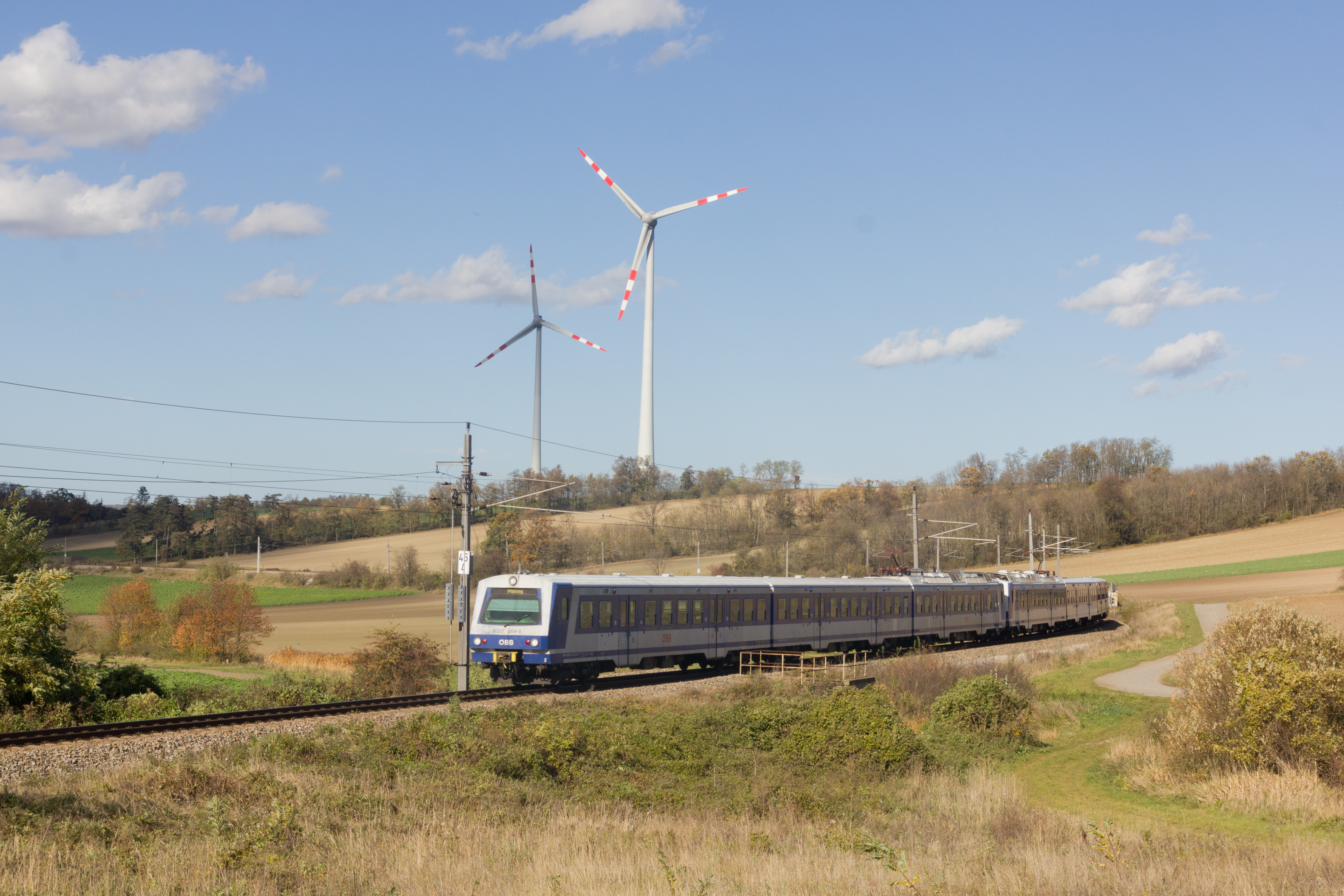
Schnellbahnzug auf der Laaer Ostbahn

Die wichtigsten Bahnverbindungen im Weinviertel (ausgehend von Wien):
- Nordbahn über Gänserndorf – Bernhardsthal – und weiter Richtung Břeclav (Tschechien)
- Nordwestbahn über Korneuburg – Stockerau – Hollabrunn – Retz – und weiter Richtung Znojmo (Tschechien)
- Laaer Ostbahn über Gerasdorf – Wolkersdorf – Mistelbach – Laa an der Thaya
- Franz-Josefs-Bahn im Bereich Absdorf-Hippersdorf – Limberg-Maissau – und weiter Richtung Gmünd und České Velenice (Tschechien)
- Marchegger Ostbahn über Marchegg und weiter Richtung Bratislava (Slowakei)

Neben diesen Hauptstrecken gab es im Weinviertel auch noch zahlreiche Nebenbahnen, die letzte Strecke (die Stammersdorfer Lokalbahn) im Jahr 2019 stillgelegt wurde. Zwischen Retz und Drosendorf (Reblausexpress) sowie Bad Pirawarth und Sulz-Nexing (bzw. in Bälde auch zwischen Mistelbach und Hohenau) sind im Sommer Museumsbahnen unterwegs.

### Straßenverkehr
Durch die unmittelbare Nähe zu Wien und dem damit entstandenen und weiter wachsenden Speckgürtel ergibt sich ein starkes Verkehrsaufkommen, das durch die Öffnung der Grenzen weiter verstärkt wurde. Dieser Entwicklung wird durch großräumige Verkehrsprojekte versucht Rechnung zu tragen.
- Die Wiener Außenring Schnellstraße S 1 verbindet die Donauufer Autobahn A 22 von Korneuburg mit der Nord Autobahn A 5 bei Eibesbrunn schließlich mit der Wiener Nordrand Schnellstraße S 2 in Wien-Süßenbrunn. Sie soll im Endausbau die Donau bei Groß-Enzersdorf queren und am Knoten Schwechat eine Verbindung zur Ost Autobahn A 4 herstellen.
- Die Nord Autobahn A 5 verläuft vom Knoten Eibesbrunn Richtung Norden nach Gaweinstal und wird im Endausbau bis zur tschechischen Grenze bei Drasenhofen führen.
- Die Weinviertel Schnellstraße S 3 führt von Stockerau nach Hollabrunn und soll im Endausbau weiter, dem Verlauf der derzeitigen Weinviertler Straße B 303 folgend, in Richtung tschechischer Grenze bei Kleinhaugsdorf führen.
- Die geplante Marchfeld Schnellstraße S 8 soll vom Knoten Deutsch-Wagram über Marchegg in Richtung Bratislava führen.

## Kultur

### Veranstaltungen
Das Weinviertelfestival, die Sommerspiele in Stockerau und die Aufführungen im Theater Westliches Weinviertel (TWW) tragen ebenso zum kulturellen Leben bei wie das jährliche Filmhof-Festival in Asparn an der Zaya, das Musicalfestival in Staatz und die Puppentheatertage in Mistelbach. Mehrere Klassik-Festivals finden in der Region statt: Con Anima in Ernstbrunn, Kultur im Schloss Kirchstetten bei Neudorf und die Gottfried-von-Einem-Tage in Oberdürnbach (Gemeinde Maissau). Mit 50.000 bis 60.000 Besuchern an nur zwei Tagen gehört das Kürbisfest im Retzer Land zu den größten Veranstaltungen im Weinviertel, wie auch das Ritterfest in Dürnkrut und Jedenspeigen, das jährlich abwechselnd stattfindet und an den zwei Tagen von 20.000 Personen besucht wird. Das größte Weinfest ist das Poysdorfer Winzerfest mit 30.000 Besuchern.

### Kunst im öffentlichen Raum
Zahlreiche Projekte von Kunst im öffentlichen Raum wurden im Weinviertel realisiert. Vor allem Land Art ist in den letzten Jahren entstanden, wie das Kunstfeld Hetzmannsdorf, die Kulturlandschaft Paasdorf, die Hand mit Traube in Wetzelsdorf und zahlreiche andere Projekte.

### Museen
Wichtige Museen sind das Urgeschichtemuseum MAMUZ (vormals Asparner Museum für Urgeschichte) und das Museumsdorf Niedersulz, das Nonseum in Herrnbaumgarten sowie das Liechtensteinmuseum in Wilfersdorf. Einige Museen und Kulturinitiativen des östlichen Weinviertel haben sich im Verein Bernsteinstraße zusammengeschlossen. In Mistelbach wurde 2007 das Museumszentrum Mistelbach eröffnet, das vor allem Hermann Nitsch gewidmet ist. 2014 öffnet das Vino Versum Poysdorf, ein Erlebnismuseum zur Geschichte von Weinbau und Weinhandel.

## Baudenkmale

### Burgen

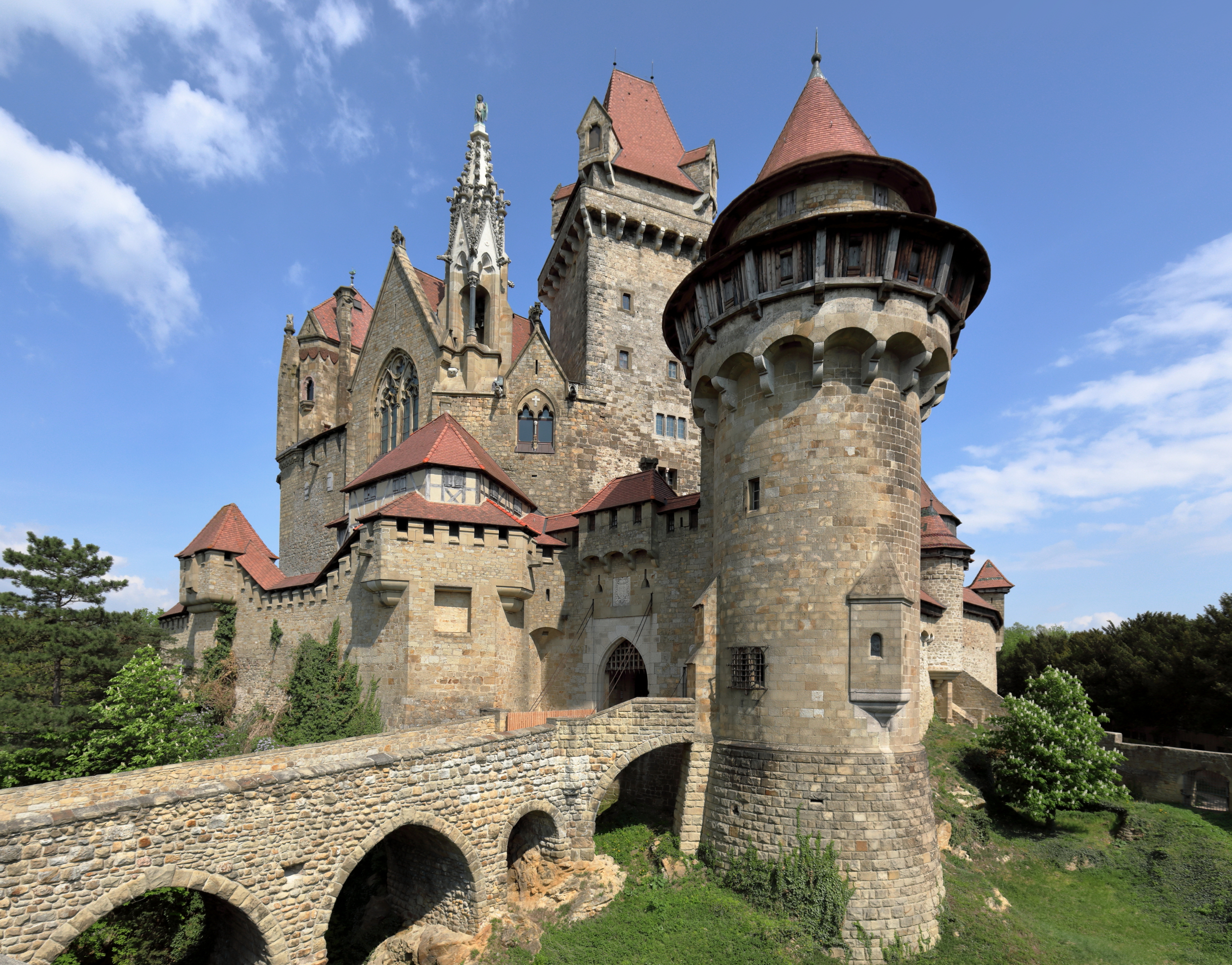
Burg Kreuzenstein im südlichen Weinviertel

Die als Ruinen erhaltenen Burgen Falkenstein und Staatz auf hohen Kalkklippen galten als uneinnehmbare Festungen bis zu ihrer Einnahme durch die Schweden im Dreißigjährigen Krieg. Damals wurde auch Burg Kreuzenstein zerstört, im 19. Jahrhundert aber wieder aufgebaut.
Eine Besonderheit ist der Wehrturm Palterndorf, der einzige mittelalterliche Turm dieser Art nördlich der Donau. Bauwerke aus der Übergangszeit vom Mittelalter zur Renaissance sind die Schlösser Asparn und Jedenspeigen.

### Schlösser
Fast in jedem Ort findet sich ein Schloss, die meisten gehen auf mittelalterliche Festungen zurück und wurden immer wieder zerstört und wiederaufgebaut, vor allem in der Barockzeit wie Schloss Kirchstetten und Schloss Wilfersdorf. Besonders hervorzuheben sind Schloss Schönborn (Johann Lucas von Hildebrandt), Schloss Schmida (Jakob Prandtauer), die Marchfeldschlösser Schloss Eckartsau, Schloss Niederweiden und Schloss Hof oder Schloss Thürnthal.
In der Zeit von Klassizismus und Romantik entstanden vor allem Innenausstattungen wie auf Schloss Loosdorf oder Gartenanlagen wie der Heldenberg.

### Kellergassen

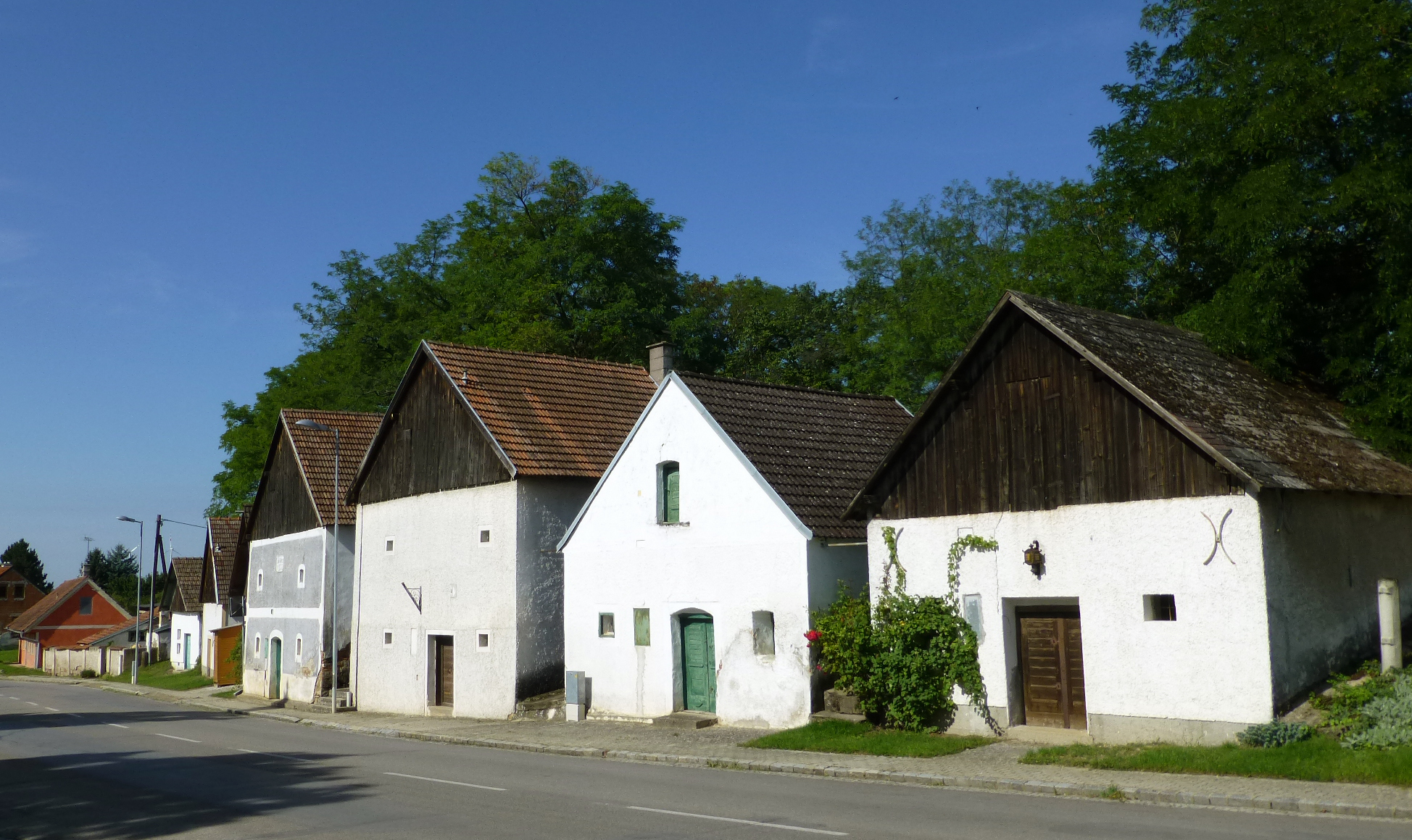
Großkrut Kellergasse

In Niederösterreich gibt es insgesamt 1107 Kellergassen mit 36.857 Gebäuden in 181 Gemeinden, Dreiviertel davon befinden sich im Weinviertel. Bekannte Kellergassen sind beispielsweise die Öhlbergkellergasse in Pillersdorf, der Zipf in Mailberg, wo 21 nebeneinander liegende Presshäuser unter Denkmalschutz stehen, und die Gstetten in Poysdorf. Als längste Kellergasse der Welt bezeichnet sich jene in Hadres mit einer Länge von 1600 Meter und 400 Kellern und Presshäusern. Kellergassen im Pulkautal dienten auch als Schauplatz in den Polt-Romanen von Alfred Komarek.

### Kleindenkmäler

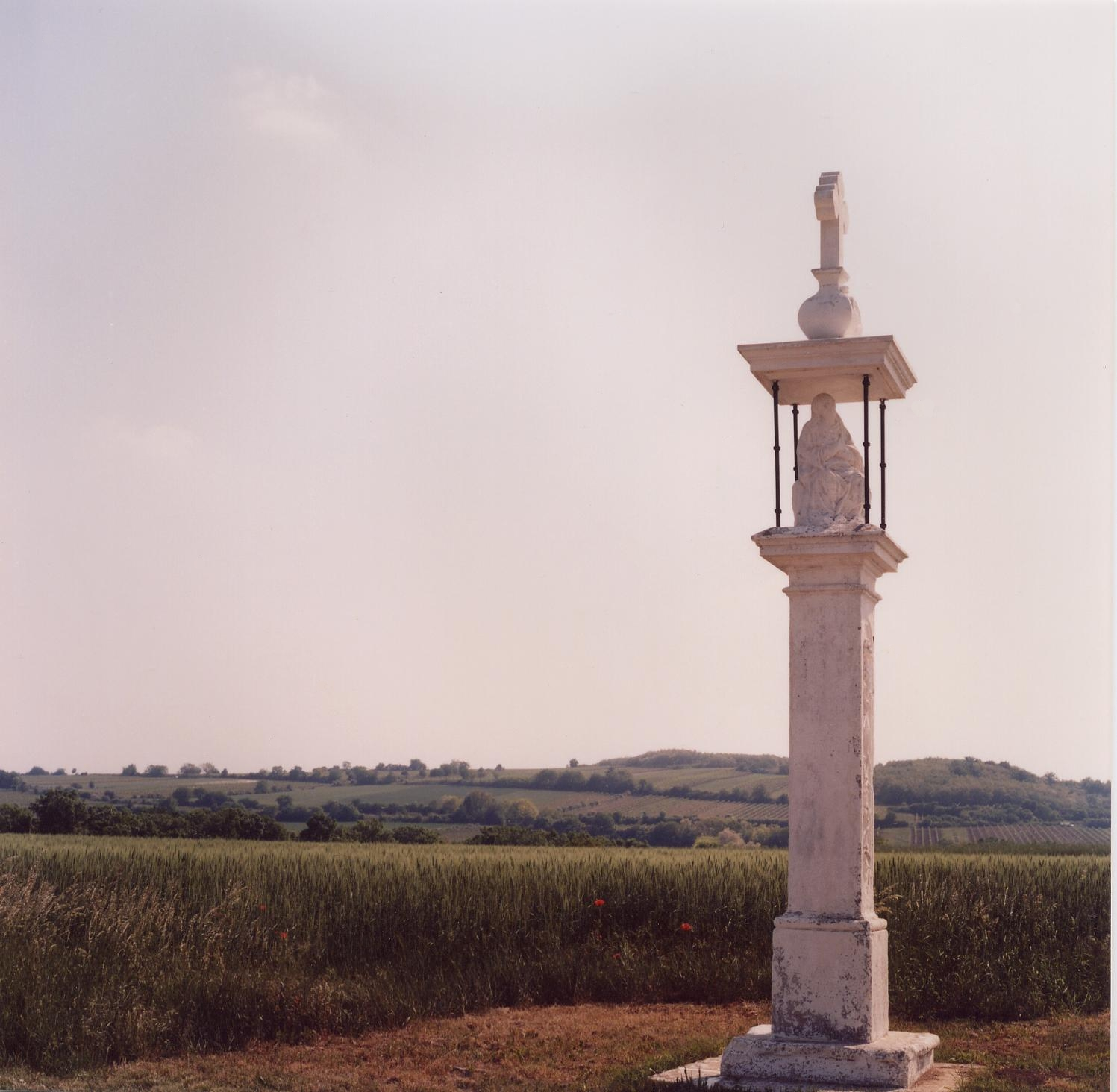
Bildstock bei Pulkau

Das Weinviertel ist reich an Kleindenkmälern wie Bildstöcken, Lichtsäulen, Tabernakelpfeilern, Heiligenstatuen, Kalvarienberggruppen und Pranger, die sich praktisch in jedem Ort und dicht verteilt in der Landschaft finden und das Bild der Region maßgeblich mitprägen. Viele diese Bauwerke stammen aus der Zeit der Gotik, die meisten jedoch aus dem Barock, sind meist aus (Zogelsdorfer) Stein gefertigt und oft von bemerkenswerter Qualität. Ebenso findet man in vielen Ortschaften noch immer sorgsam gepflegte Kaiserdenkmäler, die an das fünfzigjährige bzw. sechzigjährige Regierungsjubiläum Kaiser Franz Joseph I. im Jahre 1898 bzw. 1908 erinnern.

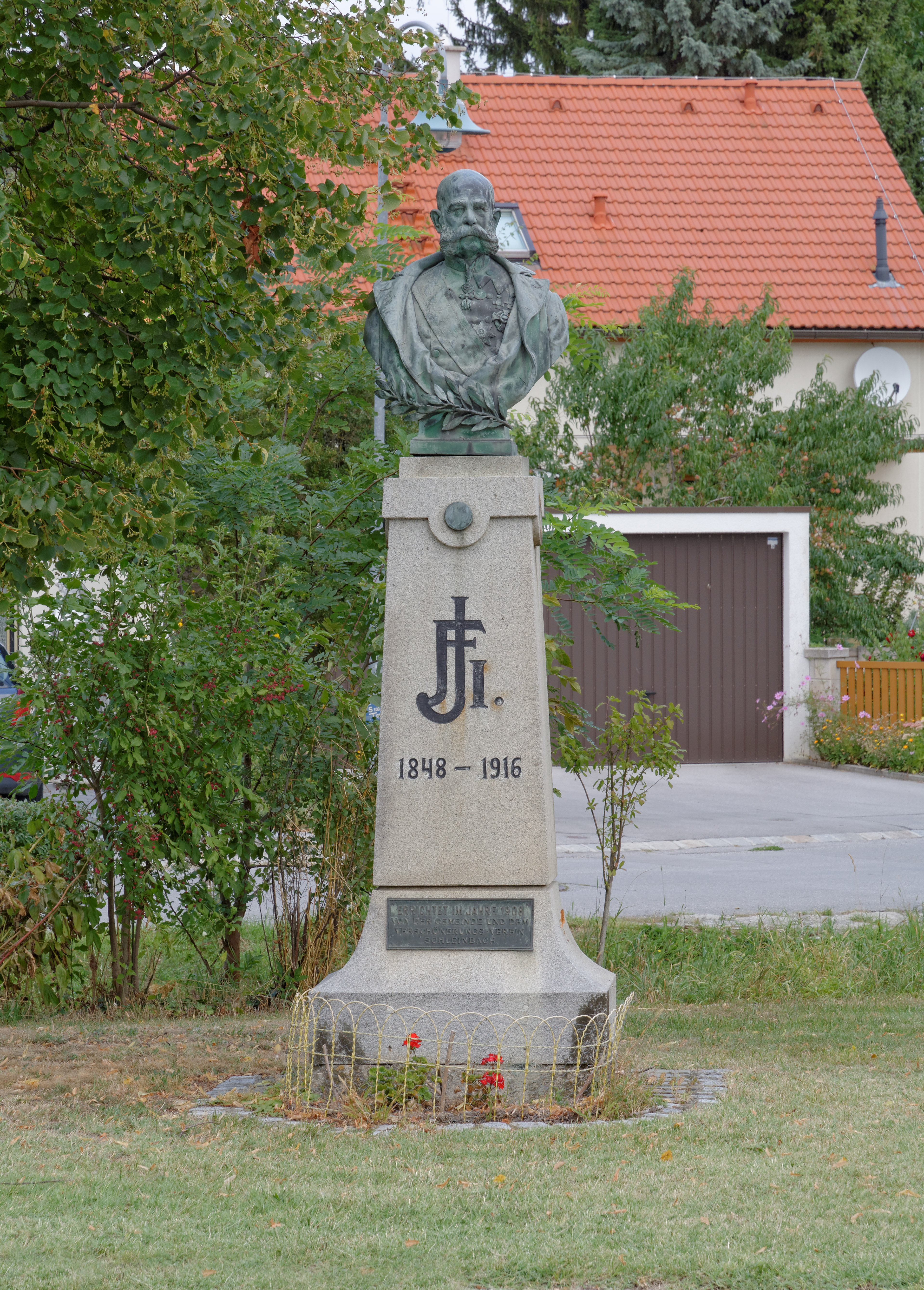
Kaiser Franz Joseph-Denkmal in Schleinbach mit Blumen

## Sport
Hauptsächlich in den Bezirken Gänserndorf und Bezirk Mistelbach wird seit 1989 jährlich der sogenannte Weinviertler Raiffeisen Laufcup, eine Serie aus bis zu siebzehn regionalen Laufbewerben, ausgetragen. 2013 findet dies in 14 Gemeinden statt. Die Wertung des Bewerbs stellt ein Punktesystem dar, bei dem Frauen und Männer getrennt bewertet werden; die jeweiligen Sieger erhalten 100 Punkte, die dahinter Platzierten erhalten ihre Punkte verhältnismäßig zur Siegerzeit. Die besten acht Läufe jeder Saison gehen in die Gesamtwertung ein.

## Persönlichkeiten
Die Liste bedeutender Weinviertler stellt im Weinviertel geborene, hier lebende oder mit dieser Region besonders verbundene Persönlichkeiten der Geschichte und Gegenwart vor.

## Medien
- Weinviertel – Weites Land. Dokumentarfilm, Österreich, 2009, 44:20 Min., Buch: Robert Neumüller, Regie: Alfred Vendl, Moderation: Alfred Komarek, Produktion: AV Dokumenta, ORF, BMUKK, Reihe: Universum – Wunderbares Österreich, Erstsendung: 12. November 2009 bei ORF 2, Inhaltsangabe  von 3sat und von ORF.